# Wehrmacht
Wehrmacht (ouvir)ⓘ (termo alemão que significa força de defesa) eram as forças armadas da Alemanha Nazista de 1935 até 1945. Consistia no Heer (exército), Kriegsmarine (marinha de guerra) e Luftwaffe (força aérea). A designação Wehrmacht substituiu o nome Reichswehr e foi a manifestação dos esforços do regime nazista para rearmar a Alemanha em maior medida que permitido pelo Tratado de Versalhes.
Após a ascensão nazista ao poder, em 1933, uma das medidas mais audaciosas de Adolf Hitler foi estabelecer a Wehrmacht, uma força armada ofensivamente moderna, cumprindo os objetivos de longo prazo do regime nazista de recuperar território perdido e conquistar novos territórios e dominando seus vizinhos. Isso exigiu o restabelecimento do recrutamento e investimentos maciços e gastos em defesa na indústria bélica.
A Wehrmacht formou o núcleo do poder político-militar da Alemanha. No início da Segunda Guerra Mundial, a Wehrmacht empregou táticas combinadas de armas (apoio aéreo, tanques e infantaria) para obter efeitos devastadores no que ficou conhecido como Blitzkrieg (guerra relâmpago). Suas campanhas na França (1940), União Soviética (1941) e no norte da África (1941/1942) são consideradas como atos de ousadia. Ao mesmo tempo, os amplos avanços levaram a capacidade da Wehrmacht ao ponto de ruptura, culminando em sua primeira grande derrota na Batalha de Moscou (1941); no final de 1942, a Alemanha estava perdendo a iniciativa em todas as frentes. A arte operacional alemã não se equipara às habilidades de guerra da coalizão aliada, tornando as fraquezas da Wehrmacht em estratégia, doutrina e logística prontamente aparentes.
Cooperando estreitamente com a Schutzstaffel (SS) e os Einsatzgruppen, as forças armadas alemãs cometeram inúmeros crimes de guerra (apesar das negações posteriores e da promoção do mito da Wehrmacht inocente). A maioria dos crimes de guerra ocorreu na União Soviética, Polônia, Iugoslávia, Grécia e Itália, como parte da guerra de aniquilação contra a União Soviética, o Holocausto e a guerra de segurança nazista.
Durante a Segunda Guerra Mundial, cerca de 18 milhões de homens serviram na Wehrmacht. Quando a guerra terminou na Europa, em maio de 1945, as forças alemãs (constituídas pelas unidades Heer, Kriegsmarine, Luftwaffe, Waffen-SS, Volkssturm e colaboradores estrangeiros) haviam perdido aproximadamente 11,3 milhões de homens, cerca da metade dos quais estavam desaparecidos ou mortos durante a guerra. Apenas alguns da alta liderança da Wehrmacht foram julgados por crimes de guerra, apesar das evidências sugerindo que mais estavam envolvidas em ações ilegais. Segundo Ian Kershaw, a maioria dos 3 milhões de soldados da Wehrmacht que invadiram a União Soviética participaram de crimes de guerra.

## Origem

### Etimologia
O termo alemão "Wehrmacht" deriva da palavra composta em alemão: wehren, "defender" e Macht, "poder, força". Foi usado para descrever as forças armadas de qualquer nação; por exemplo, Britische Wehrmacht, que significa "Forças Armadas Britânicas". A Constituição de Frankfurt de 1849 designou todas as forças militares alemãs como a "Wehrmacht alemã", consistindo na Seemacht (força marítima) e na Landmacht (força terrestre). Em 1919, o termo Wehrmacht também aparece no artigo 47 da Constituição de Weimar, estabelecendo que: "O presidente do Reich detém o comando supremo de todas as forças armadas [ou seja, a Wehrmacht] do Reich". Desde 1919, a força de defesa nacional da Alemanha era conhecida como Reichswehr, um nome que foi abandonado em favor da Wehrmacht em 21 de maio de 1935.

### Antecedentes

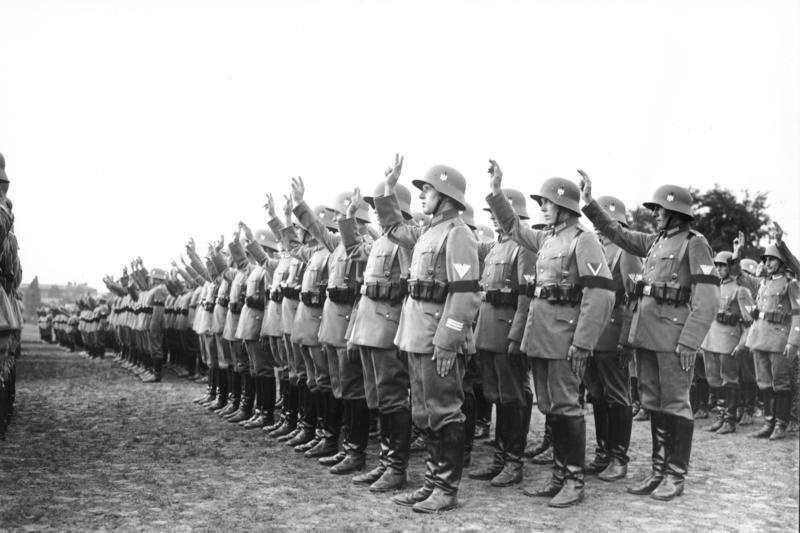
Soldados do Reichswehr prestando juramento de Hitler em agosto de 1934

Em janeiro de 1919, depois da Primeira Guerra Mundial, com a assinatura do armistício de 11 de novembro de 1918, as forças armadas foram apelidadas de Friedensheer (exército da paz). Em março de 1919, a assembleia nacional aprovou uma lei que fundou um exército preliminar de 420 000 soldados, o Vorläufige Reichswehr. Os termos do Tratado de Versalhes foram anunciados em maio e em junho a Alemanha assinou o tratado que, entre outros termos, impunha severas restrições ao tamanho das forças armadas alemãs. O exército estava limitado a 100 mil soldados, com outros 15 mil na marinha. A frota consistia em no máximo seis encouraçados, seis cruzadores e doze contratorpedeiros. Submarinos, tanques e artilharia pesada foram proibidos e a força aérea foi dissolvida. Um novo exército pós-guerra, o Reichswehr, foi estabelecido em 23 de março de 1921. O recrutamento geral foi abolido sob outro mandato do Tratado de Versalhes.
O Reichswehr era limitado a 115 mil homens e, portanto, as forças armadas, sob a liderança de Hans von Seeckt, mantinham apenas os oficiais mais capazes. Os historiadores americanos Alan Millet e Williamson Murray escreveram "Ao reduzir o corpo de oficiais, Seeckt escolheu a nova liderança dos melhores homens do estado-maior com desrespeito implacável por outros grupos constituintes, como heróis de guerra e nobreza". A determinação de Seeckt de que o Reichswehr seria uma força de elite que serviria como núcleo de um exército expandido quando a chance de restaurar o recrutamento veio essencialmente levou à criação de um novo exército, baseado, mas muito diferente, do exército que existia no país na Primeira Guerra Mundial. Na década de 1920, Seeckt e seus oficiais desenvolveram novas doutrinas que enfatizavam velocidade, agressão, armas combinadas e iniciativa por parte de oficiais inferiores para aproveitar oportunidades momentâneas. Embora Seeckt tenha se aposentado em 1926, o exército que entrou em guerra em 1939 foi em grande parte sua criação.
A Alemanha foi proibida de ter uma força aérea pelo Tratado de Versalhes; no entanto, Seeckt criou um quadro clandestino de oficiais da força aérea no início dos anos 20. Esses oficiais viam o papel de uma força aérea como conquistadora de superioridade aérea, bombardeio tático e estratégico e fornecendo apoio em terra. O fato de a Luftwaffe não ter desenvolvido uma força de bombardeio estratégico na década de 1930 não se deveu à falta de interesse, mas a limitações econômicas. A liderança da Marinha liderada pelo grão-almirante Erich Raeder, um protegido de Alfred von Tirpitz, foi dedicada à ideia de reviver a Frota de Alto-Mar de Tirpitz. Oficiais que acreditavam na guerra submarina liderada pelo almirante Karl Dönitz estavam em minoria antes de 1939.
Em 1922, a Alemanha começou a burlar secretamente as condições do Tratado de Versalhes. Uma colaboração secreta com a União Soviética começou após o Tratado de Rapallo. O major-general Otto Hasse viajou para Moscou em 1923 para negociar mais os termos. A Alemanha ajudou a União Soviética com a industrialização e os oficiais soviéticos deveriam ser treinados na Alemanha. Os especialistas alemães em tanques e forças aéreas poderiam exercer na União Soviética e a pesquisa e fabricação de armas químicas alemãs seriam realizadas lá, juntamente com outros projetos. Em 1924, foi criada uma escola de pilotos de caça em Lipetsk, onde várias centenas de funcionários da força aérea alemã receberam instruções sobre manutenção operacional, navegação e treinamento de combate aéreo na década seguinte, até que os alemães finalmente saíram em setembro de 1933. No entanto, o acúmulo de armas foi feito em segredo, até Adolf Hitler chegar ao poder e receber amplo apoio político.

## Ascensão nazista ao poder
Após a morte do presidente Paul von Hindenburg em 2 de agosto de 1934, Adolf Hitler assumiu o cargo de Presidente da Alemanha e, assim, se tornou comandante-em-chefe. Em fevereiro de 1934, o Ministro da Defesa Werner von Blomberg, agindo por sua própria iniciativa, fez com que todos os judeus que serviam no Reichswehr recebessem uma despensa desonrosa automática e imediata. Novamente, por sua própria iniciativa, Blomberg fez com que as forças armadas adotassem símbolos nazistas em seus uniformes em maio de 1934. Em agosto do mesmo ano, por iniciativa de Blomberg e do general Walter von Reichenau, chefe de Ministeramt, todo o exército prestou Juramento de Hitler, um juramento de lealdade pessoal a Hitler. Hitler ficou muito surpreso com a oferta; a visão popular de que Hitler impôs o juramento aos militares é falsa. O juramento dizia: "Juro por Deus esse sagrado juramento de que ao líder do império e ao povo alemão, Adolf Hitler, supremo comandante das forças armadas, prestarei obediência incondicional e que, como um bravo soldado, sempre estarei preparado para dar a minha vida para este juramento".
Em 1935, a Alemanha Nazista estava desrespeitando abertamente as restrições militares estabelecidas no Tratado de Versalhes: O Rearmamento da Alemanha foi anunciado em 16 de março com o "Edital de Acúmulo da Wehrmacht" (em alemão: Gesetz für den Aufbau der Wehrmacht) e a reintrodução do recrutamento. Embora o tamanho do exército permanente permanecesse na marca de 100 mil homens decretada pelo tratado, um novo grupo de recrutas iguais a esse tamanho receberia treinamento a cada ano. A lei de recrutamento introduziu o nome "Wehrmacht"; o Reichswehr foi renomeado oficialmente como Wehrmacht em 21 de maio de 1935. A proclamação de Hitler da existência da Wehrmacht incluía um total de nada menos que 36 divisões em sua projeção original, contrariando o Tratado de Versalhes de maneira grandiosa. Em dezembro de 1935, o general Ludwig Beck adicionou 48 batalhões de blindados ao programa de rearmamento planejado. Hitler originalmente estabeleceu um prazo de 10 anos para remilitarização, mas logo o reduziu para 4 anos. Com a remilitarização da Renânia e do Anschluss, o território do Reich alemão aumentou significativamente, fornecendo uma maior população para recrutamento.

## Pessoal e recrutamento

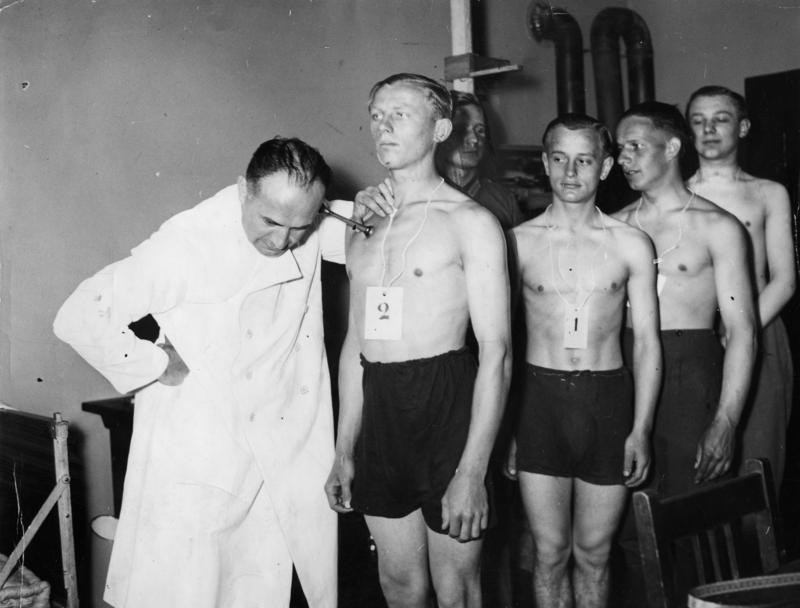
Inspeção de recrutas alemães

O recrutamento para a Wehrmacht foi realizado por meio de alistamento e recrutamento voluntário, com 1,3 milhões sendo elaborado e 2,4 milhões de voluntários no período de 1935 a 1939. Acredita-se que o número total de soldados que serviram na Wehrmacht durante sua existência de 1935 a 1945 tenha se aproximado de 18,2 milhões. A liderança militar alemã visava originalmente um exército homogêneo, possuindo valores militares prussianos tradicionais. No entanto, com os constantes desejos de Adolf Hitler de aumentar o tamanho da Wehrmacht, o Exército foi forçado a aceitar cidadãos de classe e educação inferiores, diminuindo a coesão interna e nomeando oficiais que não tinham experiência em guerra real de conflitos anteriores, especialmente a Primeira Guerra Mundial e a Guerra Civil Espanhola.
A eficácia do treinamento e recrutamento de oficiais da Wehrmacht foi identificada como um fator importante em suas primeiras vitórias, bem como sua capacidade de manter a guerra enquanto durou, mesmo quando a guerra se voltou contra a Alemanha Nazista.

À medida que a Segunda Guerra Mundial se intensificou, o pessoal da Kriegsmarine e da Luftwaffe foi cada vez mais transferido para o exército, e os alistamentos "voluntários" na SS também foram intensificados. Após a Batalha de Stalingrado, em 1943, os padrões de condicionamento físico e saúde física para os recrutas da Wehrmacht foram drasticamente reduzidos, com o regime chegando ao ponto de criar batalhões de "dieta especial" para homens com graves problemas de estômago. O pessoal do baixo escalão era mais frequentemente enviado para o serviço de linha de frente sempre que possível, especialmente durante os dois últimos anos da guerra, onde, inspirados pela propaganda constante, os mais velhos e os mais jovens estavam sendo recrutados e motivados pelo medo e fanatismo incutidos para servir nas frentes e, muitas vezes, lutar até a morte, julgados como forragem de canhão ou tropas de elite.

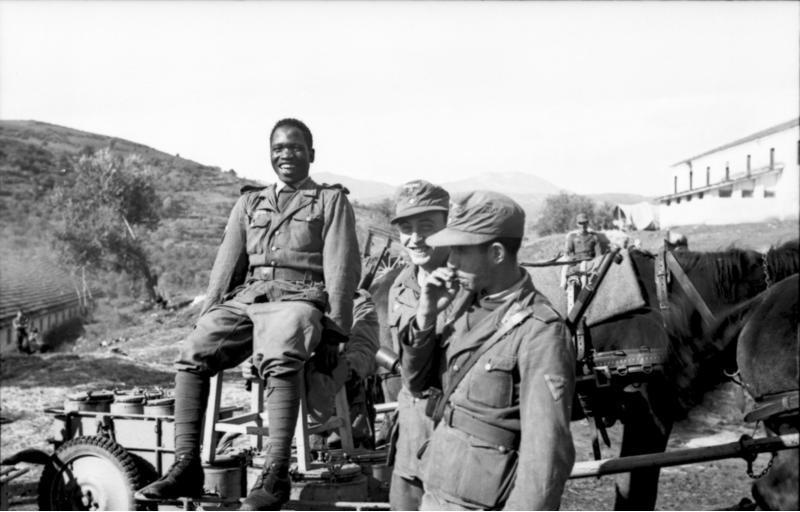
Um soldado afro-árabe da Legião Árabe Livre

Antes da Segunda Guerra Mundial, a Wehrmacht se esforçava para permanecer uma força alemã puramente étnica; assim, minorias dentro e fora da Alemanha, como os checos na Checoslováquia anexada, foram isentas do serviço militar após a tomada de Hitler em 1938. Voluntários estrangeiros geralmente não eram aceitos nas forças armadas alemãs antes de 1941. Com a invasão da União Soviética em 1941, as posições do governo mudaram. Os propagandistas alemães queriam apresentar a guerra não como uma preocupação puramente alemã, mas como uma cruzada multinacional contra o chamado bolchevismo judeu. Assim, a Wehrmacht e a Schutzstaffel (SS) começaram a procurar recrutas nos países ocupados e neutros em toda a Europa: as populações germânicas da Países Baixos e da Noruega foram recrutadas em grande parte para a SS, enquanto pessoas "não-germânicas" foram recrutadas para a Wehrmacht. A natureza "voluntária" desse recrutamento costumava ser duvidosa, especialmente nos últimos anos da guerra, quando mesmo os poloneses que moravam no corredor polonês eram declarados "alemães étnicos" e recrutados.
Após a derrota da Alemanha na Batalha de Stalingrado, a Wehrmacht também fez uso substancial de pessoal da União Soviética, incluindo a Legião Muçulmana Caucasiana, Legião do Turquestão, Tártaros da Crimeia, Ucranianos e Russos étnicos, Cossacos e outros que desejavam lutar contra o regime soviético ou que eram induzidos a se unir. Entre 15 mil e 20 mil emigrantes brancos anticomunistas que deixaram a União Soviética após a Revolução Russa de 1917 se juntaram à Wehrmacht e Waffen-SS, com 1,5 mil atuando como intérpretes e mais de 10 mil servindo na força de guarda do Corpo de Proteção da Rússia.
|              | 1939      | 1940      | 1941      | 1942      | 1943      | 1944      | 1945      |
| ------------ | --------- | --------- | --------- | --------- | --------- | --------- | --------- |
| Heer         | 3 737 000 | 4 550 000 | 5 000 000 | 5 800 000 | 6 550 000 | 6 510 000 | 5 300 000 |
| Luftwaffe    | 400 000   | 1 200.000 | 1 680 000 | 1 700 000 | 1 700 000 | 1 500 000 | 1 000 000 |
| Kriegsmarine | 50 000    | 250 000   | 404 000   | 580 000   | 780 000   | 810 000   | 700 000   |
| Waffen-SS    | 35 000    | 50 000    | 150 000   | 230 000   | 450 000   | 600 000   | 830 000   |
| Total        | 4 220 000 | 6 050 000 | 7 234 000 | 8 310 000 | 9 480 000 | 9 420 000 | 7 830 000 |
| Fonte:       |           |           |           |           |           |           |           |

### Mulheres naWehrmacht

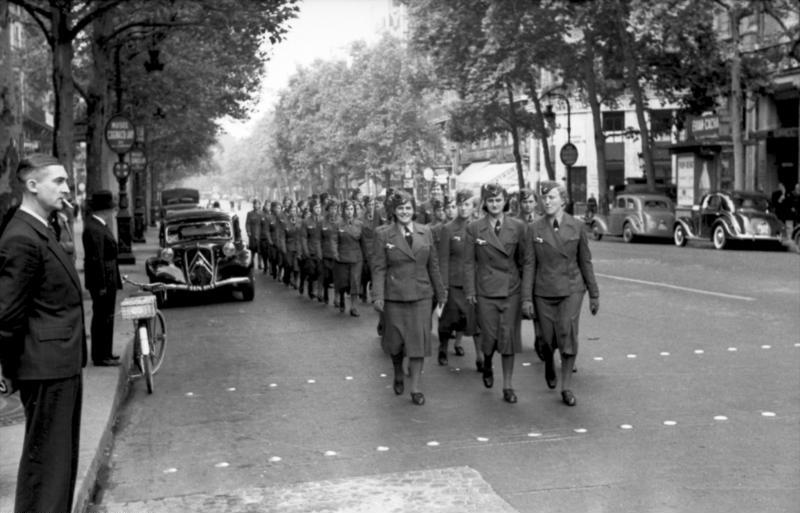
Wehrmachthelferinnen em Paris durante a ocupação em 1940

No início, as mulheres na Alemanha Nazista não estavam envolvidas na Wehrmacht, pois Adolf Hitler se opunha ideologicamente ao recrutamento de mulheres, afirmando que a Alemanha "não formaria nenhuma seção de granadeiras ou qualquer corpo de atiradoras de elite mulheres". No entanto, com muitos homens indo para a frente, as mulheres foram colocadas em posições auxiliares dentro da Wehrmacht, chamadas de Wehrmachthelferinnen (Auxiliar Feminino da Wehrmacht), participando de tarefas como:
- Operadoras de telefone, telégrafo e transmissão;
- Funcionárias administrativas, datilógrafas e mensageiras;
- Operadoras de equipamentos de escuta, defesa antiaérea, operadoras operacionais para defesa antiaérea, funcionárias de serviços de meteorologia e pessoal auxiliar de defesa civil;
- Enfermeiras voluntárias no serviço militar de saúde, como a Cruz Vermelha Alemã ou outras organizações voluntárias.

Eles foram colocados sob a mesma autoridade que (Hiwis), pessoal auxiliar do exército (alemão: Behelfspersonal) e foram designados para tarefas no Reich e, em menor grau, nos territórios ocupados, por exemplo, no Governo Geral que ocupou a Polônia, França, e mais tarde na Iugoslávia, Grécia e na Romênia.
Em 1945, 500 mil mulheres estavam servindo como Wehrmachtshelferinnen, metade das quais eram voluntárias, enquanto a outra metade executava serviços obrigatórios relacionados ao esforço de guerra (alemão: Kriegshilfsdienst).

## Estrutura de comando

Estrutura da Wehrmacht
(1935-1938)

Estrutura da Wehrmacht
(1939-1945)

Legalmente, o comandante-em-chefe da Wehrmacht era Adolf Hitler como chefe de estado da Alemanha Nazista, posição que conquistou após a morte do presidente Paul von Hindenburg em agosto de 1934. Com a criação da Wehrmacht em 1935, Hitler se elevou para Comandante Supremo das Forças Armadas, mantendo a posição até seu suicídio em 30 de abril de 1945. O título de comandante-em-chefe foi dado ao Ministro do Reichswehr Werner von Blomberg, que foi renomeado simultaneamente Ministro de Guerra do Reich. Após o Caso Blomberg-Fritsch, Blomberg renunciou e Hitler aboliu o Ministério da Guerra. Como substituto do ministério, o Alto Comando da Wehrmacht Oberkommando der Wehrmacht (OKW), sob o comando do marechal de campo Wilhelm Keitel, foi colocado em seu lugar.
Colocados sob o OKW estavam os Altos Comandos de três ramos: Oberkommando des Heeres (OKH), Oberkommando der Marine (OKM) e Oberkommando der Luftwaffe (OKL). O OKW foi planejado para servir como um comando conjunto e coordenar todas as atividades militares, com Hitler no topo. Embora muitos oficiais seniores, como Erich von Manstein, tivessem defendido um verdadeiro Comando Conjunto de três serviços ou a nomeação de um único Chefe do Estado-Maior Conjunto, Hitler recusou. Mesmo após a derrota na Batalha de Stalingrado, Hitler recusou, afirmando que Hermann Göring como Reichsmarschall e vice de Hitler, não se submeteria a outra pessoa ou se considerava igual a outros comandantes de serviço. No entanto, um motivo mais provável foi Hitler temer que isso quebrasse sua imagem de ter o "toque de Midas" em relação à estratégia militar.
Com a criação da OKW, Hitler solidificou seu controle sobre a Wehrmacht. Mostrando contenção no início da guerra, Hitler também se envolveu cada vez mais em operações militares em todas as escalas.
Além disso, havia uma clara falta de coesão entre os três Altos Comandos e a OKW, uma vez que os generais seniores desconheciam as necessidades, capacidades e limitações dos outros ramos. Com Hitler servindo como Comandante Supremo, os comandos do ramo eram frequentemente forçados a lutar por influência com Hitler. No entanto, a influência de Hitler não veio apenas de posição e mérito, mas também de quem Hitler considerava leal, levando à rivalidade entre serviços, em vez de coesão entre seus conselheiros militares.

## Ramos

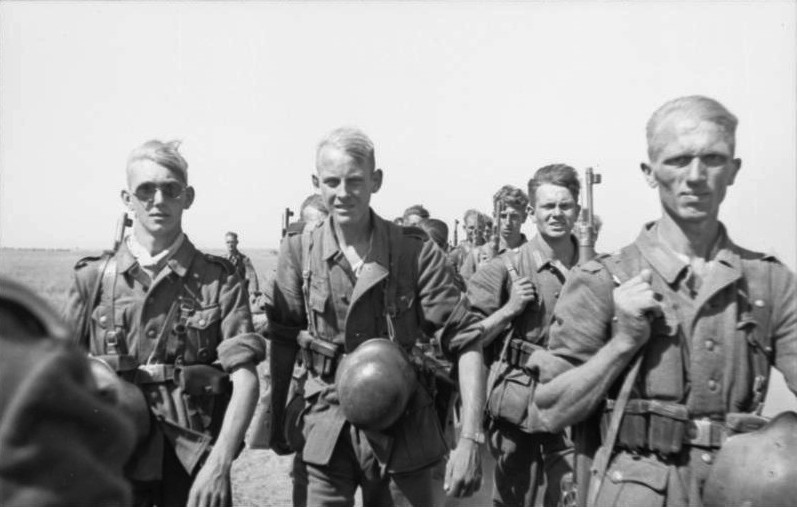
Infantaria "móvel de pé" da Wehrmacht em 1942

### Exército
O Exército Alemão promoveu conceitos pioneiros durante a Primeira Guerra Mundial, combinando ativos terrestres (Heer) e da força aérea (Luftwaffe) em equipes de armas combinadas. Juntamente com os métodos tradicionais de combate de guerra, como cercos e a "batalha de aniquilação", a Wehrmacht conseguiu muitas vitórias rápidas no primeiro ano da Segunda Guerra Mundial, levando jornalistas estrangeiros a criar uma nova palavra para o que testemunharam: Blitzkrieg. O sucesso militar imediato da Alemanha Nazista em campo no início da Segunda Guerra Mundial coincide com o início favorável que eles alcançaram durante a Primeira Guerra Mundial, fato que alguns atribuem ao seu corpo de oficiais superiores.
O Heer entrou na guerra com uma minoria de suas formações motorizadas; a infantaria permaneceu aproximadamente 90% se movendo a pé durante a guerra, e a artilharia foi principalmente puxada a cavalo. As formações motorizadas receberam muita atenção da imprensa mundial nos primeiros anos da guerra e foram citadas como a razão do sucesso das invasões da Polônia (setembro de 1939), Dinamarca e Noruega (abril de 1940), Bélgica, França e Países Baixos (maio de 1940), Iugoslávia e Grécia (abril de 1941) e o estágio inicial da Operação Barbarossa na União Soviética (junho de 1941).
Depois que Adolf Hitler declarou guerra aos Estados Unidos em dezembro de 1941, as Potências do Eixo se envolveram em campanhas contra várias grandes potências industriais, enquanto a Alemanha ainda estava em transição para uma economia de guerra. As unidades alemãs foram super estendidas, sub-abastecidas, superadas, superadas em número e derrotadas por seus inimigos em batalhas decisivas durante 1941, 1942 e 1943 na Batalha de Moscou, Cerco a Leningrado, Batalha de Stalingrado, Campanha da Tunísia, Campanha Norte-Africana e a Batalha de Kursk.

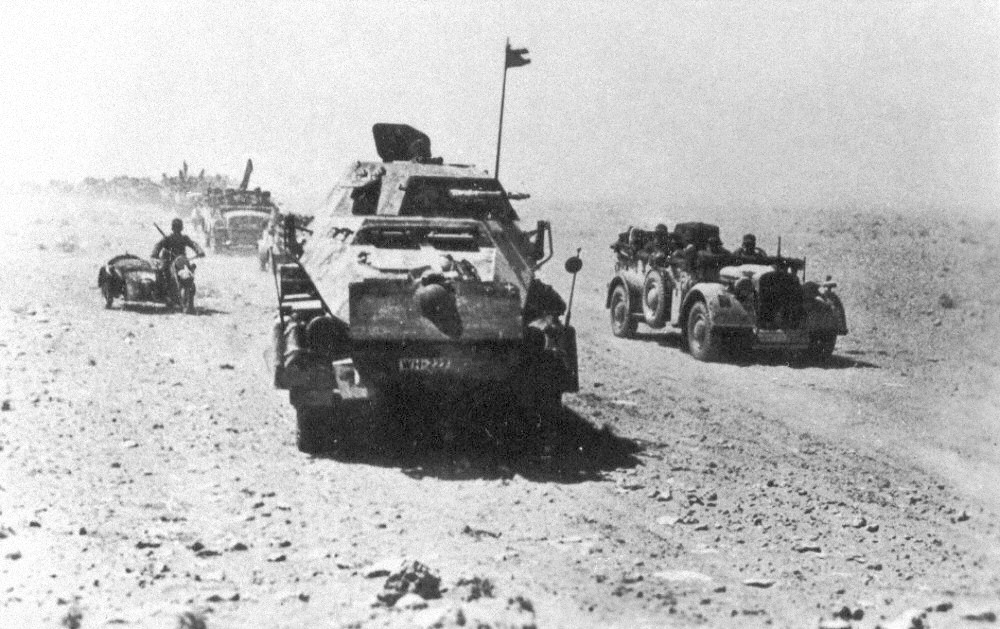
Um batalhão destruidor de tanques, parte da 21.ª Divisão Panzer do Afrika Korps

O Exército Alemão era gerenciado através de táticas baseadas em missões (em vez de táticas baseadas em ordens), destinadas a dar aos comandantes maior liberdade para agir em eventos e explorar oportunidades. Na opinião pública, o Exército Alemão era, e às vezes ainda é, visto como um exército de alta tecnologia. No entanto, esse equipamento moderno, apesar de muito divulgado em propagandas, costumava estar disponível apenas em números relativamente pequeno. Apenas 40% a 60% de todas as unidades da Frente Oriental eram motorizadas, as carroças de carga costumavam contar com reboques puxados a cavalo devido às más condições das estradas e do tempo na União Soviética, e pelas mesmas razões muitos soldados marchavam a pé ou usavam bicicletas como a infantaria de bicicleta. Como a sorte da guerra virou contra eles, os alemães estavam em constante recuo, de 1943 em diante.:142
As divisões Panzer foram vitais para o sucesso inicial do Exército Alemão. Nas estratégias da Blitzkrieg, a Wehrmacht combinou a mobilidade de tanques leves com assalto aéreo para progredir rapidamente através de linhas inimigas fracas, permitindo que o Exército Alemão assumisse rápida e brutalmente a Polônia e a França. Esses tanques foram usados para romper as linhas inimigas, isolando os regimentos da força principal, para que a infantaria atrás dos tanques pudesse rapidamente matar ou capturar as tropas inimigas.

### Força Aérea

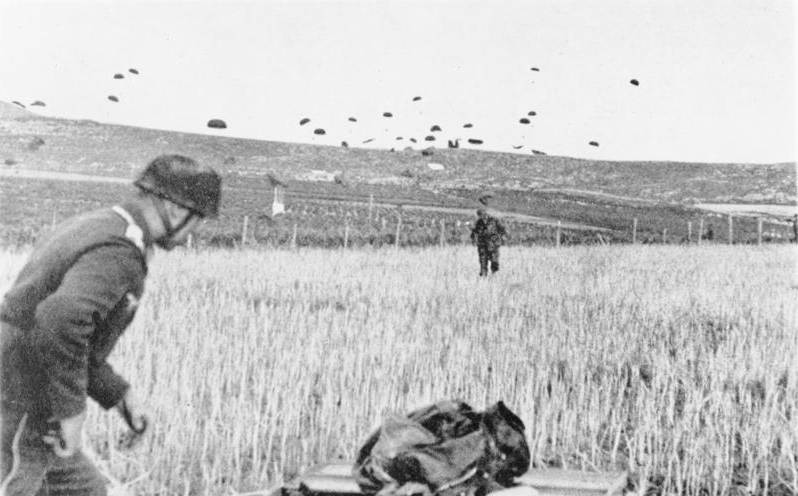
Pára-quedistas alemães saltando em Creta

Originalmente proibida pelo Tratado de Versalhes, a Luftwaffe foi oficialmente criada em 1935, sob a liderança de Hermann Göring. Primeira experiência foi adquirida na Guerra Civil Espanhola, foi um elemento-chave nas primeiras campanhas da Blitzkrieg (Polônia, França em 1940, União Soviética em 1941). A Luftwaffe se concentrou na produção de caças e (pequenos) bombardeiros táticos, como o caça Messerschmitt Bf 109 e o bombardeiro de mergulho Junkers Ju 87 Stuka. Os aviões cooperaram estreitamente com as forças terrestres. Um número esmagador de combatentes garantiu a superioridade aérea, e os bombardeiros atacariam linhas de comando e suprimentos, depósitos e outros alvos de apoio próximos à frente. A Luftwaffe também seria usada para transportar pára-quedistas, como foi usado pela primeira vez durante a Operação Weserübung. Devido ao domínio do Exército com Adolf Hitler, a Luftwaffe era frequentemente subordinada ao Exército, resultando em seu uso como papel de apoio tático e na perda de suas capacidades estratégicas.
A campanha estratégica de bombardeio dos Aliados Ocidentais contra alvos industriais alemães, particularmente a Ofensiva Combinada de Bombardeiros e a Defesa do Reich, forçou deliberadamente a Luftwaffe a uma guerra de atrito. Com a força de caça alemã destruída, os Aliados Ocidentais tiveram superioridade aérea sobre o campo de batalha, negando apoio às forças alemãs no terreno e usando seus próprios bombardeiros para atacar e perturbar. Após as perdas na Operação Bodenplatte em 1945, a Luftwaffe deixou de ser uma força efetiva.

### Marinha

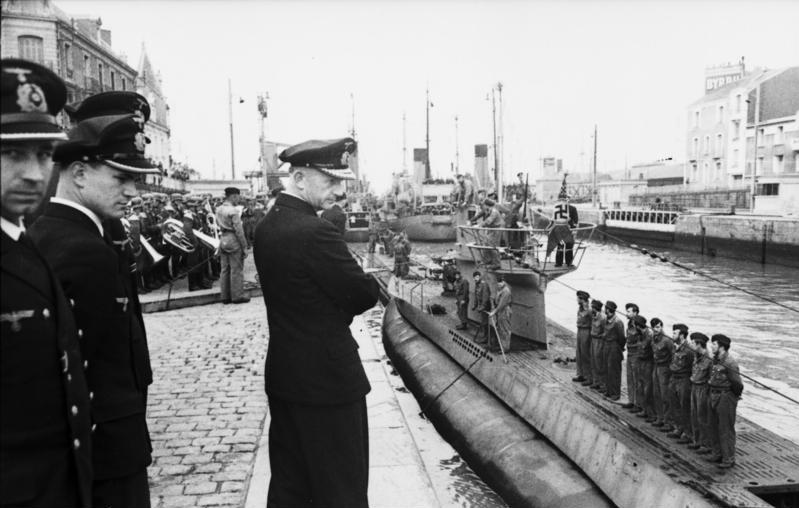
Karl Dönitz inspecionando a base submarina de Saint-Nazaire na França, junho de 1941

O Tratado de Versalhes proibia submarinos, limitando o tamanho da Reichsmarine a seis encouraçados, seis cruzadores e doze contratorpedeiros. Após a criação da Wehrmacht, a marinha passou a se chamar Kriegsmarine.
Com a assinatura do Acordo Naval Anglo-Germânico, a Alemanha Nazista foi autorizada a aumentar o tamanho de sua marinha para 35% da tonelagem total da Marinha Real Britânica e permitiu a construção de U-Boots. Isso foi parcialmente feito para apaziguar a Alemanha e porque o Reino Unido acreditava que a Kriegsmarine não seria capaz de atingir o limite de 35% até 1942. A marinha também foi priorizada por último no esquema do rearmamento da Alemanha, tornando-o o menor dos ramos.
Na Batalha do Atlântico, o braço da frota submarina alemã inicialmente bem-sucedido foi derrotado devido a inovações tecnológicas dos Aliados, como sonar, radar e a quebra do código Enigma.
Os grandes navios de superfície eram poucos em número devido a limitações de construção por tratados internacionais anteriores a 1935. Os "encouraçados de bolso" Admiral Graf Spee e Admiral Scheer foram importantes como incursores do comércio apenas no ano da guerra. Nenhum porta-aviões estava operacional, pois a liderança alemã perdeu o interesse no Graf Zeppelin, lançado em 1938.
Após a perda do encouraçado alemão Bismarck, em 1941, com a superioridade aérea dos Aliados ameaçando os demais cruzadores de batalha nos portos do Atlântico francês, os navios foram obrigados a navegar no canal na Operação Cerberus para voltar aos portos alemães. Operando de fiordes ao longo da costa da Noruega, ocupada desde 1940, comboios da América do Norte até o porto soviético de Murmansque podiam ser interceptados, embora o Tirpitz passasse a maior parte de sua carreira como frota em existência. Após a nomeação de Karl Dönitz como Grande Almirante da Kriegsmarine (após a Batalha do Mar de Barents), a Alemanha parou de construir encouraçados e cruzadores em favor de U-Boots. Embora em 1941, a marinha já tivesse perdido vários de seus grandes navios de superfície, que não puderam ser reabastecidos durante a guerra.
A contribuição mais significativa da Kriegsmarine para o esforço de guerra alemão foi o envio de seus quase 1 mil U-Boots para atacar comboios Aliados. A estratégia naval alemã era atacar os comboios na tentativa de impedir que os Estados Unidos interferissem na Europa e matar de fome os britânicos. Dönitz, o chefe dos U-Boots, iniciou uma guerra submarina irrestrita que custou aos Aliados 22 898 homens e 1 315 navios. A guerra submarina permaneceu cara para os Aliados até o início da primavera de 1943, quando os Aliados começaram a usar contra-medidas contra os submarinos, como o uso de grupos Caçador-Assassino, radares aéreos, torpedos e minas como a FIDO. A guerra submarina custou a Kriegsmarine 757 U-Boots, com mais de 30 mil tripulantes mortos.

### Coexistência com osWaffen-SS

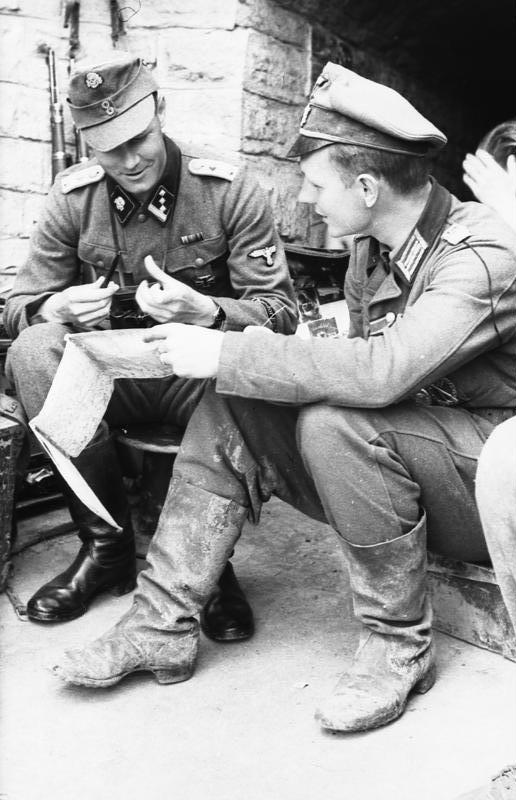
Um Oberleutnant do exército com um SS-Hauptsturmführer da Waffen-SS em 1944

No começo, havia atritos entre a Schutzstaffel (SS) e o exército, pois o exército temia que a SS tentasse se tornar uma parte legítima das forças armadas do Terceiro Reich, em parte devido à disputa por armamentos limitados e ao fanatismo percebido contra o nazismo. No entanto, em 17 de agosto de 1938, Adolf Hitler codificou o papel da SS e do exército quanto ao fim da disputa entre os dois. O armamento da SS deveria ser "adquirido da Wehrmacht mediante pagamento", no entanto "em tempos de paz, nenhuma conexão organizacional com a Wehrmacht existia". No entanto, foi permitido ao exército verificar o orçamento da SS e inspecionar a prontidão de combate das tropas da SS. No caso de mobilização, as unidades de campo da Waffen-SS poderiam ser colocadas sob o controle operacional da Oberkommando der Wehrmacht (OKW) ou da Oberkommando des Heeres (OKH). Todas as decisões a esse respeito ficariam a critério pessoal de Hitler.
Embora houvesse conflito entre a SS e a Wehrmacht, muitos oficiais da SS eram ex-oficiais do exército, o que assegurava continuidade e entendimento entre os dois. Durante a guerra, soldados do exército e da SS trabalharam juntos em várias situações de combate, criando laços entre os dois grupos. Heinz Guderian observou que todos os dias que a guerra continuava o exército e a SS se aproximavam. No final da guerra, as unidades do exército seriam colocadas sob o comando da SS, na Itália e nos Países Baixos. A relação entre a Wehrmacht e a SS melhorou; no entanto, a Waffen-SS nunca foi considerada "o quarto ramo da Wehrmacht".

## Frentes e campanhas
A Wehrmacht dirigiu operações de combate durante a Segunda Guerra Mundial (1 de setembro de 1939 a 8 de maio de 1945), enquanto as forças armadas do Reich alemão abrigavam a organização de comando. Depois de 1941, o Oberkommando des Heeres (OKH) se tornou a organização de comando de alto escalão da Wehrmacht na Frente Oriental, excluindo a Waffen-SS, exceto para fins operacionais e de combate tático. O Oberkommando der Wehrmacht (OKW) conduziu operações no Frente Ocidental. As operações da Kriegsmarine no norte e no meio do Atlântico também podem ser consideradas frentes separadas, considerando o tamanho da área de operações e o afastamento de outras frentes.
A Wehrmacht lutou em outras frentes, às vezes três simultaneamente; redistribuir tropas da frente que se intensifica no oriental para o ocidental após os Desembarques da Normandia causou tensões entre o Estado-Maior General da OKW e da OKH, já que a Alemanha Nazista carecia de material e mão-de-obra suficientes para uma guerra de duas frentes dessa magnitude.

### Frente Oriental

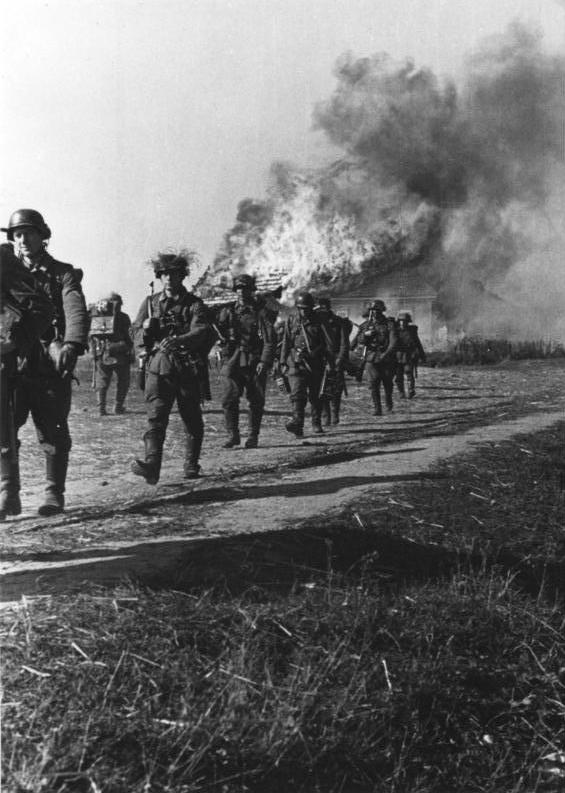
Tropas alemãs na União Soviéticaem outubro de 1941

As principais campanhas e batalhas na Europa Oriental e Central incluíram:
- Campanha checoslovaca (1938-1945)
- Invasão da Polônia (Fall Weiss)
- Operação Barbarossa (1941), conduzido pelo Grupo de Exércitos Norte, Grupo de Exércitos Centro e Grupo de Exércitos Sul
- Batalha de Moscou (1941)
- Batalhas de Rjev (1942-1943)
- Batalha de Stalingrado (1942-1943)
- Batalha do Cáucaso (1942-1943)
- Batalha de Kursk (Operação Cidadela) (1943)
- Batalha de Kiev (1943)
- Operação Bagration (1944)
- Guerra de segurança nazista, em grande parte realizada pelas divisões de segurança da Wehrmacht, pela Ordnungspolizei e pelas unidades da Waffen-SS nos territórios ocupados atrás das linhas de frente do Eixo.

### Frente Ocidental

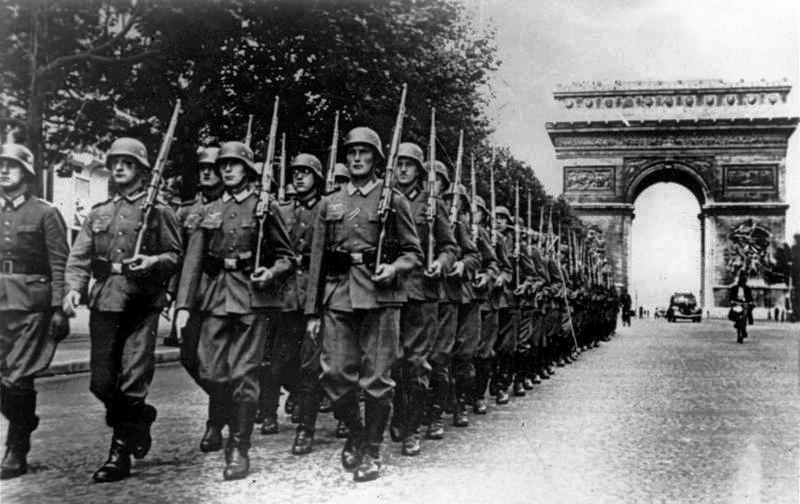
Soldados alemães em Paris, durante a ocupação

- Guerra de Mentira (Sitzkrieg, setembro de 1939 a maio de 1940) entre a Invasão da Polônia e a Batalha da França
- Operação Weserübung
  - Invasão alemã da Dinamarca – 9 de abril de 1940
  - Campanha da Noruega – 9 de abril a 10 de junho de 1940
- Fall Gelb
  - Batalha da Bélgica – 10 a 28 de maio de 1940
  - Invasão alemã de Luxemburgo – 10 de maio de 1940
  - Batalha dos Países Baixos – 10 a 17 de maio de 1940
  - Batalha da França – 10 de maio a 25 de junho de 1940
- Batalha da Grã-Bretanha (1940)
- Batalha do Atlântico (1939-1945)
- Batalha da Normandia (1944)
- Invasão Aliada no sul da França (1944)
- Batalha das Ardenas (1944–1945)
- Defesa do Reich campanha aérea, (1939-1945)

### Frente do Mediterrâneo

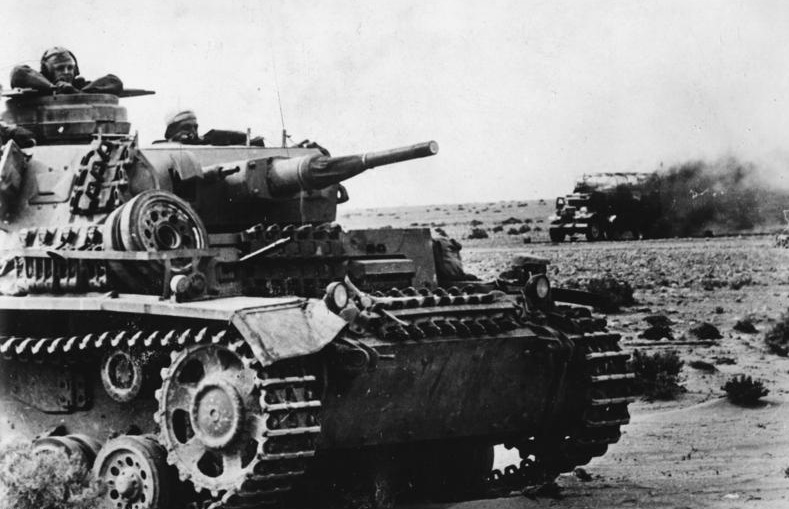
Tanques alemães durante um contra-ataque no norte da África em 1942

Por um tempo, a Batalha do Mediterrâneo e a Campanha Norte-Africana do Eixo foram realizados como uma campanha conjunta com o Exército Real Italiano e podem ser considerados uma frente separada.
- Invasão dos Bálcãs e da Grécia (Operação Marita) (1940-1941)
- Batalha de Creta (1941)
- A Campanha Norte-Africana na Líbia, Tunísia e Egito entre as forças do Reino Unido e da Commonwealth (e mais tarde, dos Estados Unidos) e as forças do Eixo
- A Frente Italiana foi uma continuação da derrota do Eixo no norte da África e foi uma campanha de defesa da Itália

## Baixas

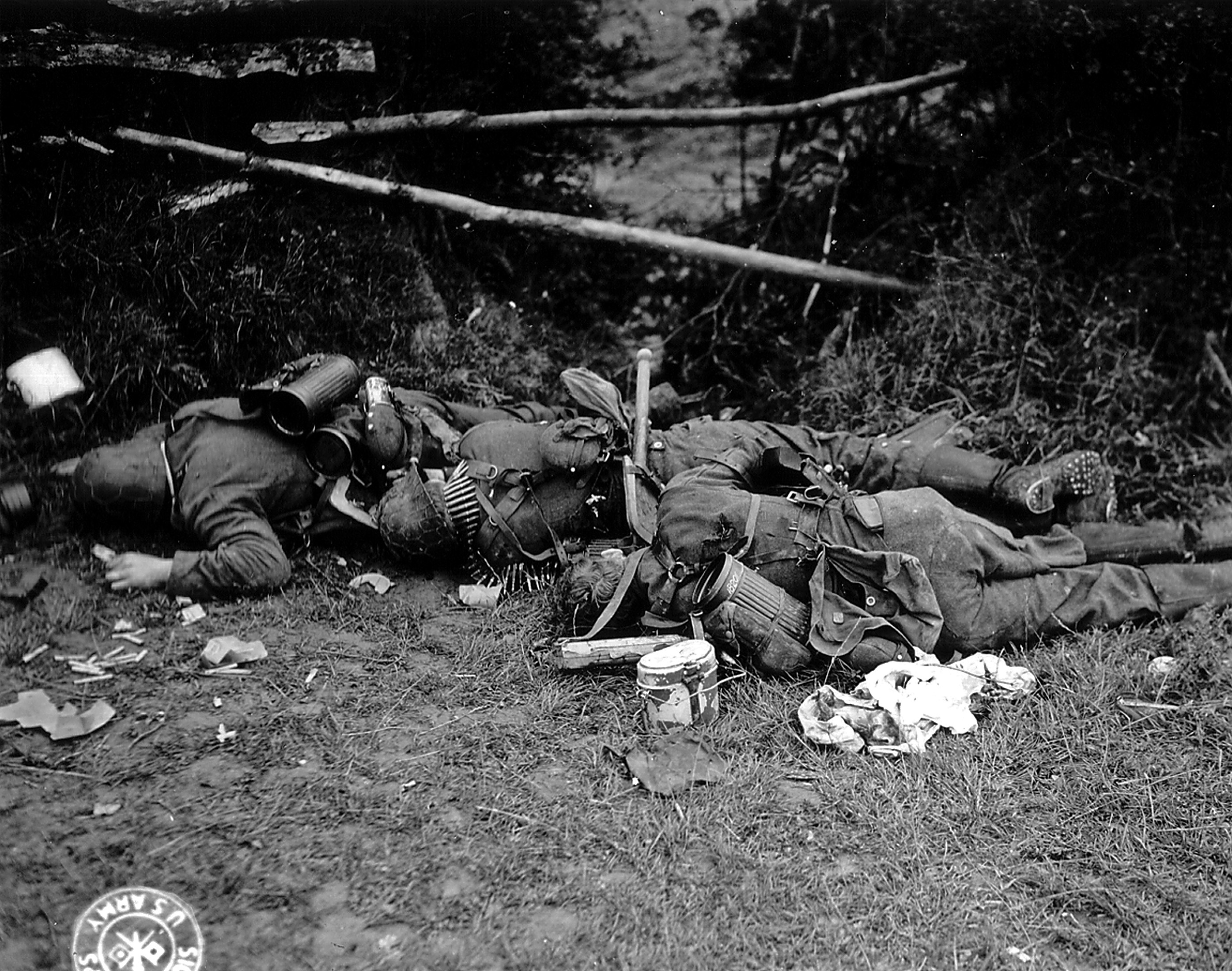
Soldados alemães mortos na França, em 1944

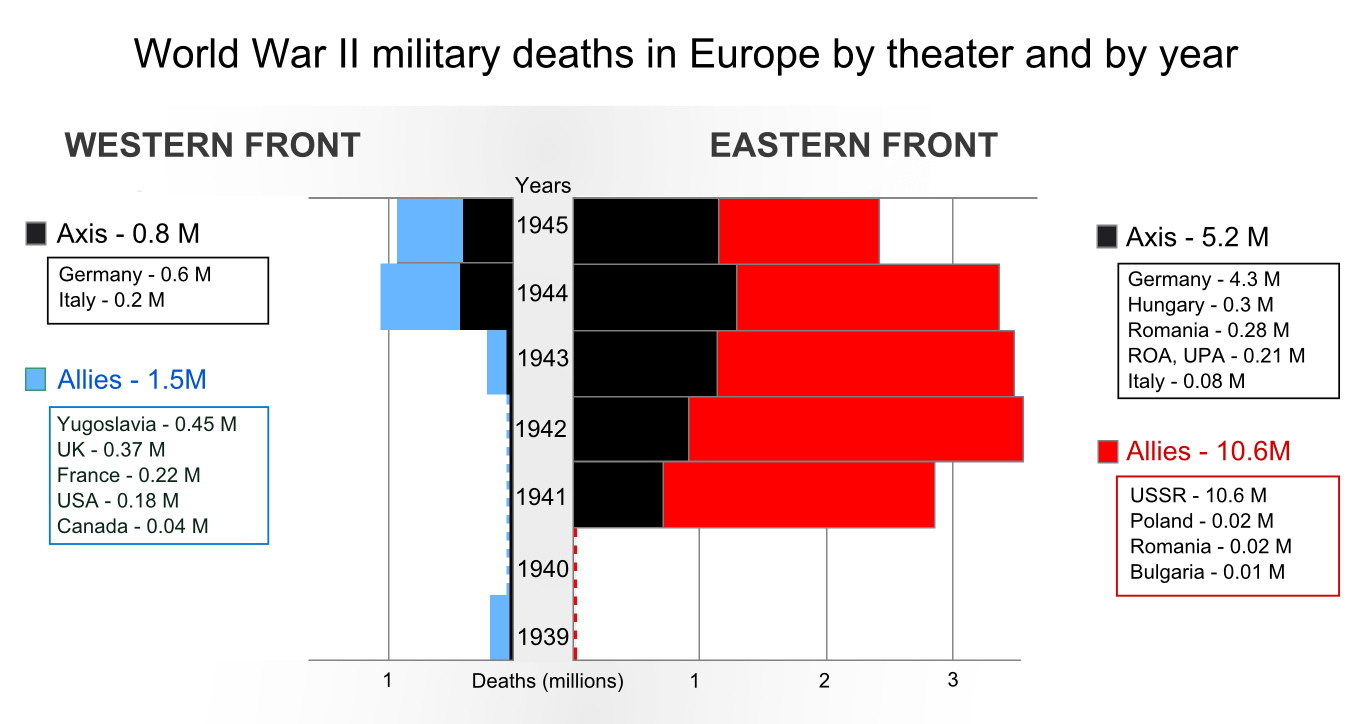
80% das mortes militares da Wehrmacht ocorreram na Frente Oriental.

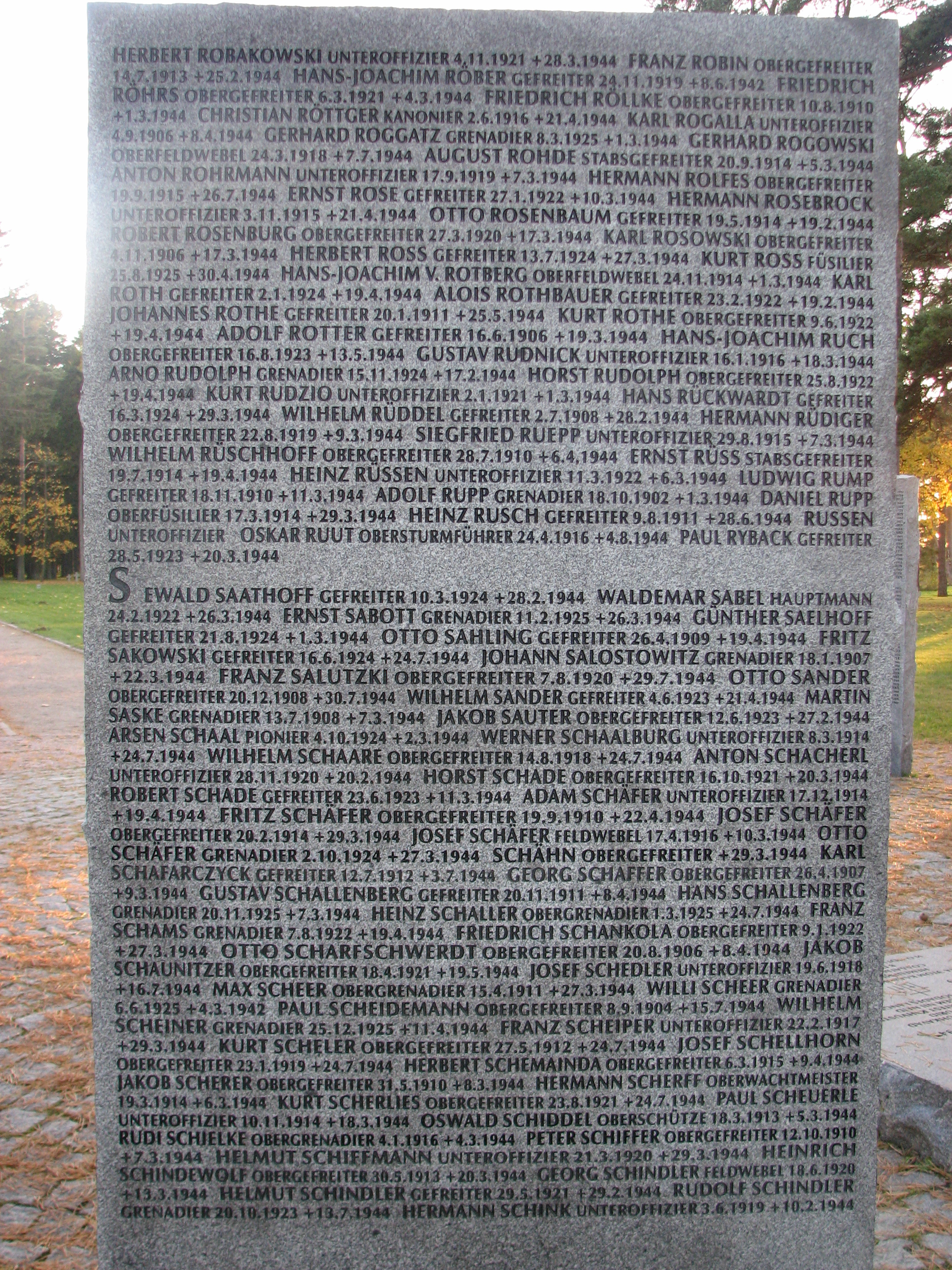
Cemitério de guerra alemão na Estônia

Mais de 6 milhões de soldados foram feridos durante a guerra, enquanto mais de 11 milhões se tornaram prisioneiros. Ao todo, estima-se que aproximadamente 5 318 000 soldados da Alemanha Nazista e de outras nacionalidades que lutaram pelas forças armadas alemãs, incluindo Waffen-SS, Volkssturm e unidades colaboracionistas estrangeiras, tenham sido mortos em ação, mortos por ferimentos, sob custódia ou desaparecidos na Segunda Guerra Mundial. Incluído neste número estão 215 000 cidadãos soviéticos recrutados pela Alemanha.
De acordo com Frank Biess:
As baixas alemãs deram um salto repentino com a derrota do Sexto Exército em Stalingrado, em janeiro de 1943, quando 180 310 soldados foram mortos em um mês. Entre as 5,3 milhões de baixas da Wehrmacht durante a Segunda Guerra Mundial, mais de 80% morreram nos últimos dois anos da guerra. Aproximadamente três quartos dessas perdas ocorreram na Frente Oriental (2,7 milhões) e durante os estágios finais da guerra entre janeiro e maio de 1945 (1,2 milhões).
Jeffrey Herf escreveu o seguinte:
Enquanto as mortes alemãs entre 1941 e 1943 na Frente Ocidental não excederam 3% do total de todas as frentes, em 1944 o número saltou para cerca de 14%. No entanto, mesmo nos meses seguintes ao Dia-D, cerca de 68,5% de todas as mortes no campo de batalha alemão ocorreram na Frente Oriental, quando uma blitzkrieg soviética em resposta devastou a retirada da Wehrmacht.
Além das perdas em combate, pelo menos 20 mil soldados foram executados como sentenças pelo tribunal militar. Em comparação, o Exército Vermelho executou 135 mil, França 102, Estados Unidos 146 e Reino Unido 40.

## Crimes de guerra
A propaganda nazista havia dito aos soldados da Wehrmacht para acabar com o que era chamado de subumano bolchevismo judeu, hordas mongóis, dilúvio asiático e a besta vermelha. Enquanto os principais autores da supressão civil por trás das linhas de frente das forças armadas alemãs foram os exércitos "políticos" alemães (SS-Totenkopfverbände, Waffen-SS e Einsatzgruppen, responsáveis por assassinatos em massa, principalmente pela implementação de a chamada Solução Final da Questão Judaica em territórios ocupados), as forças armadas tradicionais representadas pela Wehrmacht cometeram e ordenaram seus próprios crimes de guerra (por exemplo, a Ordem dos Comissários), particularmente durante a Invasão da Polônia em 1939 e mais tarde na guerra contra a União Soviética.

### Cooperação com as SS
Antes da eclosão da guerra, Adolf Hitler informou aos altos oficiais da Wehrmacht que ações "que não seriam do gosto dos generais alemães" ocorreriam em áreas ocupadas e ordenou que eles "não deve interferir em tais assuntos, mas restringir-se a seus deveres militares". Alguns oficiais da Wehrmacht mostraram inicialmente uma forte antipatia pelas tropas da Schutzstaffel (SS) e se opuseram ao exército de cometer crimes de guerra com os SS, embora essas objeções não fossem contrárias à ideia das próprias atrocidades. Mais tarde, durante a guerra, as relações entre a SS e a Wehrmacht melhoraram significativamente. O soldado comum não tinha escrúpulos com a SS e frequentemente os ajudava a prender civis para execuções.
O chefe do Estado-Maior do Exército, Franz Halder, em uma diretiva declarou que, no caso de ataques de guerrilha, as tropas alemãs deveriam impor "medidas coletivas de força" massacrando aldeias inteiras. A cooperação entre a SS, Einsatzgruppen e a Wehrmacht envolveu o fornecimento de armas, munições, equipamentos, transporte e até moradias aos esquadrões da morte. Combatentes partisans, judeus e comunistas se tornaram inimigos do regime nazista e foram caçados e exterminados pelos Einsatzgruppen e Wehrmacht, algo revelado em várias anotações de soldados alemães em diários de campo. Centenas de milhares, talvez milhões, de civis soviéticos morreram de fome quando os alemães requisitaram comida para seus exércitos e forragem para seus cavalos de tração. De acordo com Thomas Kühne: "cerca de 300 mil a 500 mil pessoas foram mortas durante a guerra de segurança nazista da Wehrmacht na União Soviética".
Enquanto ouviam secretamente as conversas dos generais alemães capturados, as autoridades britânicas perceberam que o Exército Alemão havia participado das atrocidades e assassinatos em massa de judeus e que eram culpados de crimes de guerra. As autoridades americanas souberam das atrocidades da Wehrmacht da mesma maneira. Conversas gravadas de soldados detidos como prisioneiros de guerra revelaram como alguns deles participaram voluntariamente de execuções em massa.

### Crimes contra civis

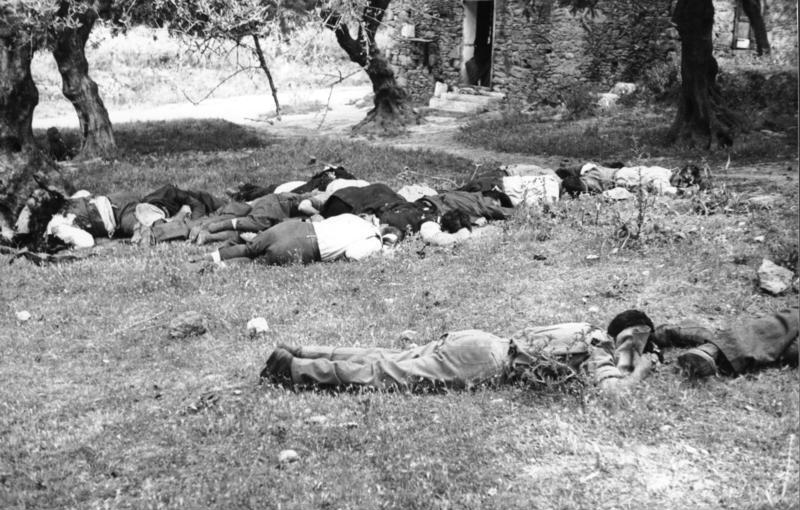
Civis executados por pára-quedistas alemães em Kondomari

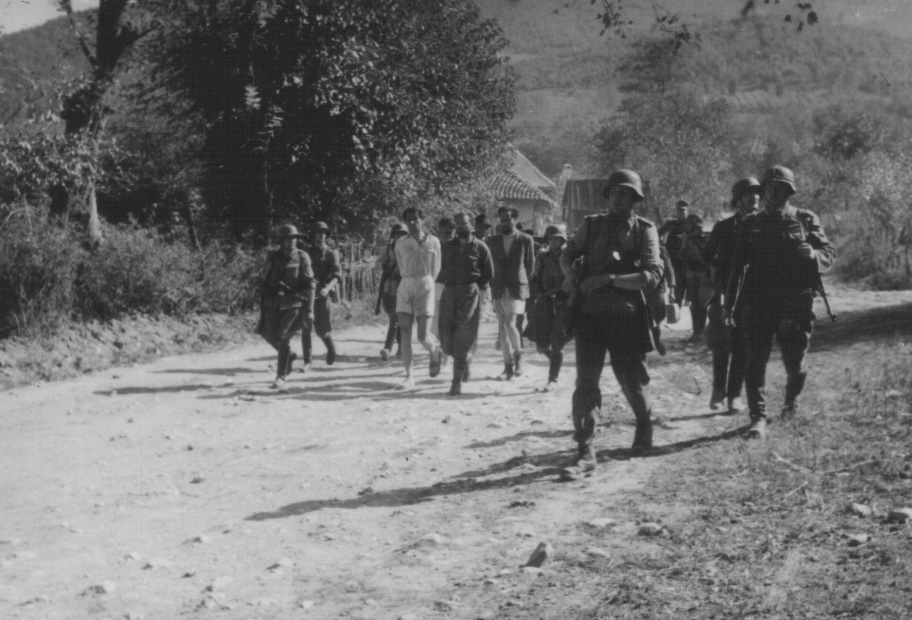
Soldados alemães levando civis para execução

Durante a guerra, a Wehrmacht cometeu inúmeros crimes de guerra contra a população civil nos países ocupados. Isso inclui massacres de civis e administrando bordéis em áreas ocupadas.
Massacres em muitos casos seriam represálias por atos da resistência. Com essas represálias, a resposta da Wehrmacht variaria em gravidade e método, dependendo da escala da resistência e se era na Europa Oriental ou Ocidental. Frequentemente, o número de reféns a serem mortos era calculado com base em uma proporção de 100 reféns executados para cada soldado alemão morto e 50 reféns executados para cada soldado alemão ferido. Outras vezes, os civis eram presos e fuzilados com metralhadoras.
Para combater o medo das autoridades alemãs de doenças venéreas e a masturbação, a Wehrmacht estabeleceu numerosos bordéis em toda a Alemanha Nazista e seus territórios ocupados. As mulheres costumavam ser sequestradas nas ruas e forçadas a trabalhar nos bordéis, com um mínimo estimado de 34 140 mulheres sendo forçadas a servir como prostitutas.

### Crimes contra prisioneiros de guerra

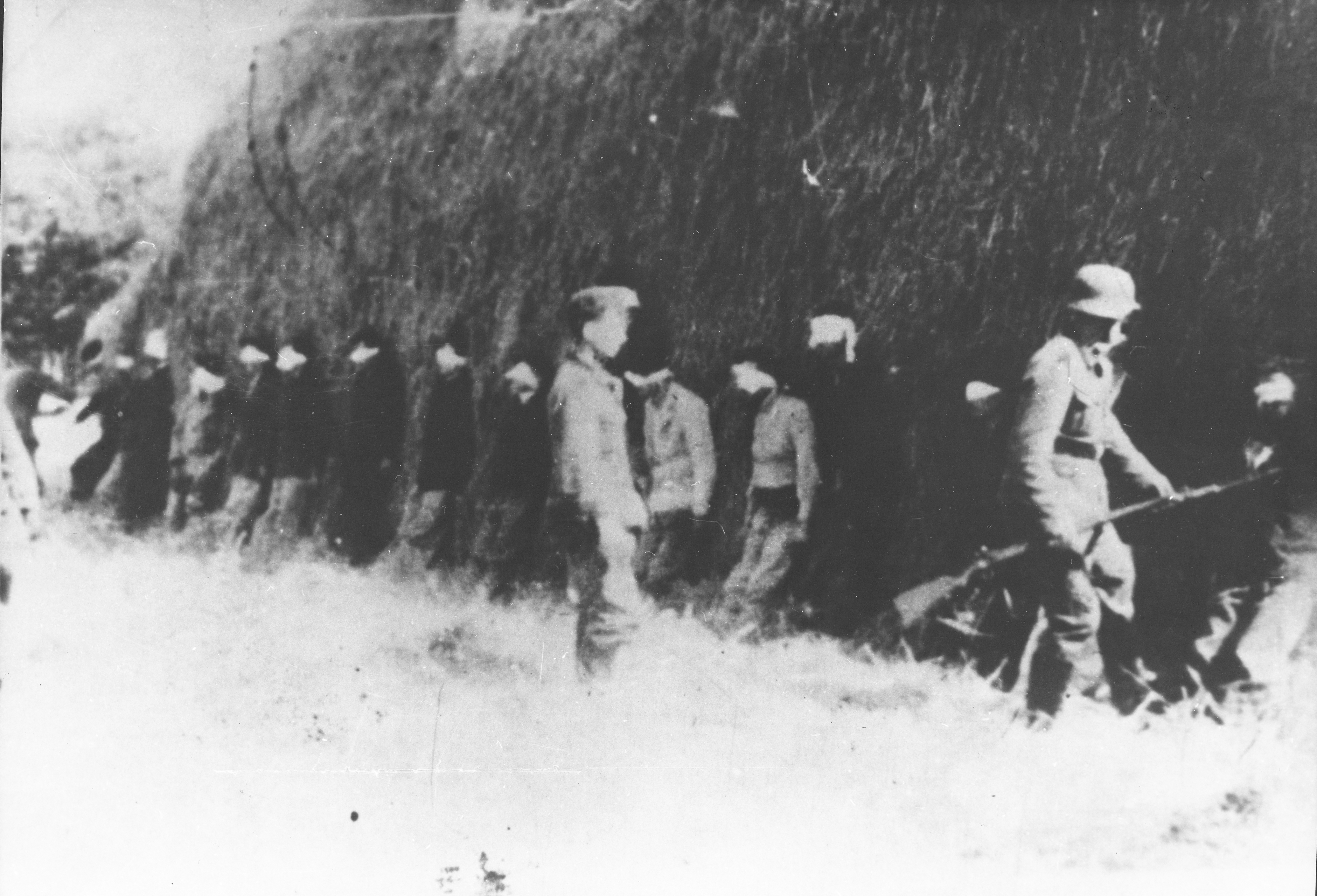
Dezesseis jovens partisans com os olhos vendados aguardando execução pelas forças alemãs na Sérvia, 20 de agosto de 1941

Enquanto os campos de prisioneiros de guerra da Wehrmacht para prisioneiros ocidentais geralmente atendem às exigências humanitárias prescritas pelo direito internacional, prisioneiros da Polônia e da União Soviética foram encarcerados em condições significativamente piores. Os milhões de prisioneiros de guerra soviéticos, maioria entre os presos, foram maltratados e mal alimentados; os eslavos eram definidos, pela visão de mundo nazista, como sub-humanos. Entre o início da Operação Barbarossa no verão de 1941 e a primavera seguinte, 2,8 milhões dos 3,2 milhões de prisioneiros soviéticos presos morreram enquanto estavam em mãos alemãs.

### Organização criminosa e genocida
Os Julgamentos de Nuremberg dos principais criminosos de guerra no final da Segunda Guerra Mundial descobriram que a Wehrmacht não era uma organização inerentemente criminosa, mas que havia cometido crimes no decorrer da guerra. Entre os historiadores alemães, a visão de que a Wehrmacht havia participado de atrocidades de guerra, particularmente na Frente Oriental, cresceu no final dos anos 70 e nos anos 80. Nos anos 90, a concepção pública na Alemanha foi influenciada por reações controversas e debates sobre a exibição de questões de crimes de guerra.
Mais recentemente, os Julgamentos de Nuremberg foram questionados. O historiador israelense Omer Bartov, um dos principais especialistas da Wehrmacht escreveu em 2003 que a Wehrmacht era um instrumento voluntário de genocídio e que não é verdade que a Wehrmacht era uma força de combate profissional e apolítica, que tinha apenas algumas "maçãs podres". Bartov argumenta que, longe de ser o "escudo imaculado", como declararam sucessivas apologistas alemães após a guerra, a Wehrmacht era uma organização criminosa. Da mesma forma, o historiador Richard J. Evans, especialista em história alemã moderna, escreveu que a Wehrmacht era uma organização genocida. O historiador Ben H. Shepherd escreve que "Agora há um claro acordo entre historiadores de que a Wehrmacht ... se identificou fortemente com o Nacional-Socialismo e se envolveu na criminalidade do Terceiro Reich". O historiador britânico Ian Kershaw conclui que o dever da Wehrmacht era garantir que as pessoas que cumprissem os requisitos do Adolf Hitler de fazer parte do Herrenvolk Ariana ("raça superior ariana") tivessem espaço de vida. Ele escreveu que:
A revolução nazista foi mais ampla do que apenas o Holocausto. Seu segundo objetivo era eliminar os eslavos da Europa Central e Oriental e criar um Lebensraum para os arianos. ... Como mostra Bartov (The Eastern Front; Hitler's Army), barbarizou os exércitos alemães na Frente Oriental. A maioria de seus três milhões de homens, de generais a soldados comuns, ajudaram a exterminar soldados e civis eslavos capturados. Às vezes, isso era assassinato frio e deliberado de indivíduos (como os judeus), às vezes brutalidade generalizada e negligenciada. ... As cartas e memórias dos soldados alemães revelam seu terrível raciocínio: Os eslavos eram 'a horda asiática-bolchevique', uma raça inferior, mas ameaçadora.
Vários oficiais de alto escalão da Wehrmacht, incluindo Hermann Hoth, Georg von Küchler, Georg-Hans Reinhardt, Karl von Roques, Walter Warlimont e outros, foram condenados por crimes de guerra e crimes contra a humanidade no julgamento do Alto Comando, com sentenças que variam desde anos de prisão a perpetua.

## Resistência contra o regime nazista

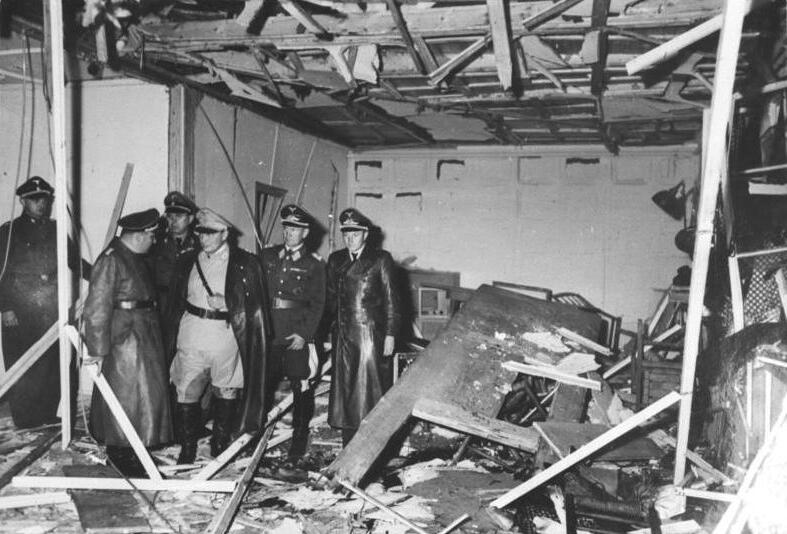
Martin Bormann, Hermann Göring e Bruno Loerzer examinando os danos causados no Atentado de 20 de Julho

Originalmente, havia pouca resistência dentro da Wehrmacht, pois Adolf Hitler ativamente foi contra o Tratado de Versalhes e recuperou a honra do exército. A primeira grande resistência começou em 1938 com a conspiração de Oster, onde vários membros das forças armadas queriam remover Hitler do poder, pois temiam que uma guerra com a Checoslováquia arruinasse a Alemanha Nazista. No entanto, após o sucesso das primeiras campanhas na Polônia, Escandinávia e França, a crença em Hitler foi restaurada. Com a derrota em Stalingrado, a confiança na liderança de Hitler começou a diminuir. Isso causou um aumento na resistência dentro das forças armadas. A resistência culminou na trama de 20 de julho de 1944, quando um grupo de oficiais liderados por Claus von Stauffenberg tentou assassinar Hitler. A tentativa falhou, resultando na execução de 4 980 pessoas e a saudação militar padrão sendo substituída pela saudação de Hitler.
Alguns membros da Wehrmacht salvaram judeus e não-judeus dos campos de concentração e/ou de assassinatos em massa. Anton Schmid, um sargento do exército, ajudou entre 250 e 300 homens, mulheres e crianças judeus a escapar do Gueto de Vilnius, na Lituânia. Ele foi submetido a corte marcial e executado como consequência. Albert Battel, um oficial da reserva estacionado perto do gueto de Przemyśl, impediu a entrada de um destacamento da Schutzstaffel (SS). Ele então evacuou até 100 judeus e suas famílias para o quartel do comando militar local e os colocou sob sua proteção. Wilm Hosenfeld, um capitão do exército em Varsóvia ajudou, escondeu ou resgatou vários poloneses, incluindo judeus, na Polônia ocupada. Ele ajudou o compositor judeu polonês Władysław Szpilman, que estava escondido entre as ruínas da cidade, lhe fornecendo comida e água.
Segundo Wolfram Wette, apenas três soldados da Wehrmacht são conhecidos por serem executados por ajudar judeus: Anton Schmid, Friedrich Rath e Friedrich Winking.

## Após a Segunda Guerra Mundial

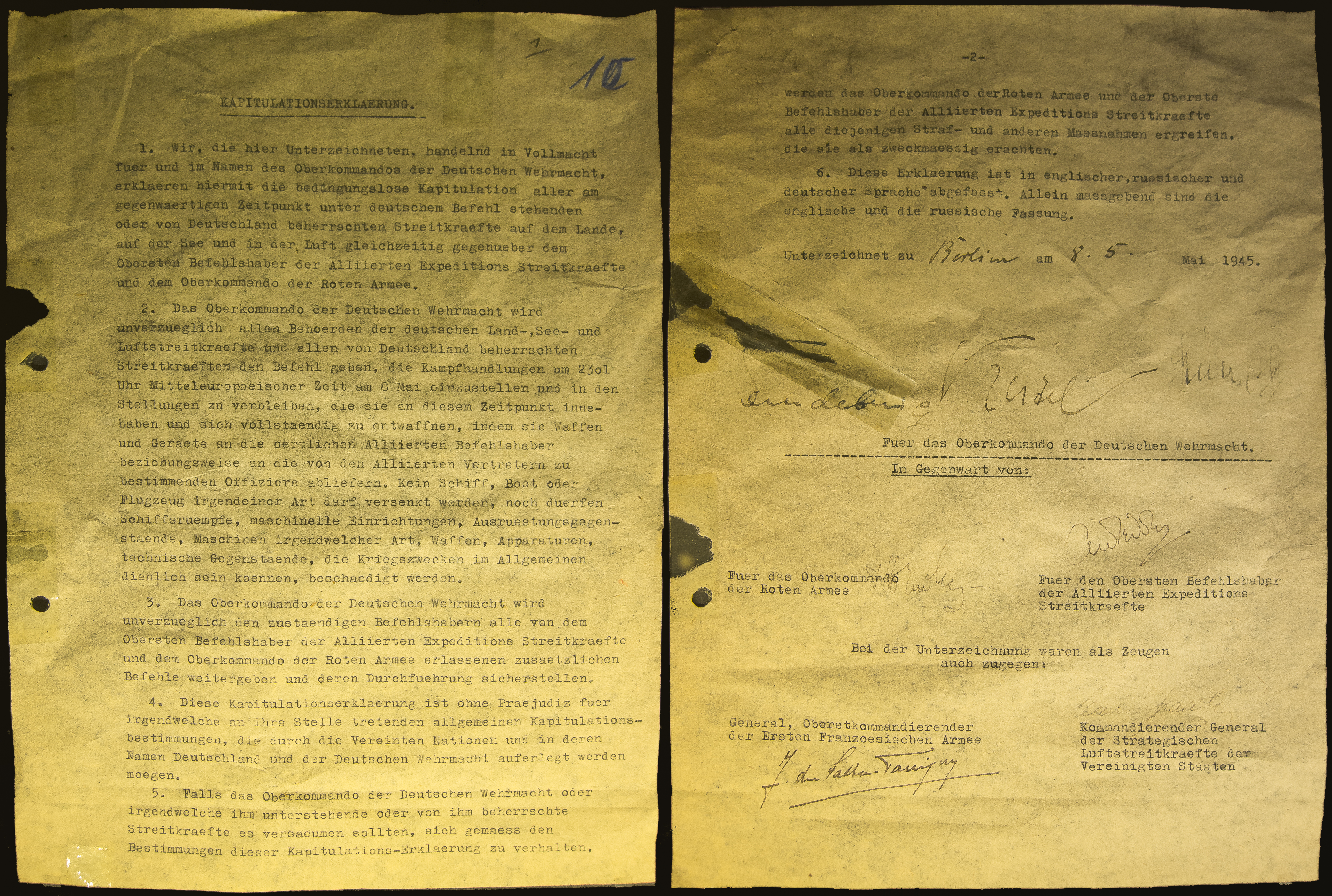
Instrumento da Rendição Alemã, 8 de maio de 1945 no Museu Alemão-Russo

Após a rendição incondicional da Wehrmacht, que entrou em vigor em 8 de maio de 1945, algumas unidades da Wehrmacht permaneceram ativas, independentemente (por exemplo, na Noruega), ou sob o comando dos Aliados como forças policiais. A última unidade da Wehrmacht sob controle dos Aliados foi uma estação meteorológica isolada em Svalbard, que se rendeu formalmente a um navio de socorro norueguês em 4 de setembro.
Em 20 de setembro de 1945, com a Proclamação nº.2 do Conselho de Controle Aliado (ACC)", todas as forças terrestres, navais e aéreas alemãs, Schutzstaffel (SS), Sturmabteilung (SA), Sicherheitsdienst (SD) e Gestapo, com todas as suas organizações, equipes e instituições, incluindo o Estado-Maior, Corpo de Oficiais, Corpo de Reserva, escolas militares, organizações de veteranos de guerra e todas as outras organizações militares e quase-militares, juntamente com todos os clubes e associações que servem para manter viva a tradição militar na Alemanha, foram completamente e finalmente abolidas de acordo com os métodos e procedimentos a serem estabelecidos pelos Representantes Aliados". A Wehrmacht foi oficialmente dissolvida pela Lei 34 da ACC em 20 de agosto de 1946, que proclamou o Oberkommando der Wehrmacht (OKW), Oberkommando des Heeres (OKH), Ministério da Aviação e o Oberkommando der Marine (OKM) como "dissolvidos, completamente liquidados e declarados ilegais".

### Legado operacional militar
Imediatamente após o fim da guerra, muitos foram rápidos em se demitir da Wehrmacht devido a seus fracassos e reivindicar superioridade aliada. No entanto, os historiadores reavaliaram a Wehrmacht em termos de poder e tática de combate, dando-lhe uma avaliação mais favorável, com alguns chamando-a de uma das melhores do mundo, em parte devido à sua capacidade de infligir regularmente perdas maiores do que receber, enquanto combatia em menor número e em menor número de armas.
O historiador militar israelense Martin van Creveld, que tentou examinar a força militar da Wehrmacht em um contexto puramente militar, concluiu: "O Exército Alemão era uma excelente organização de combate. Em termos de moral, coesão de tropas e resiliência, provavelmente não havia igual entre os exércitos do século XX". O historiador alemão Rolf-Dieter Müller chegou à seguinte conclusão: "No sentido puramente militar, [...] você pode realmente dizer que a impressão de uma força de combate superior existia corretamente. A eficiência proverbial foi ainda maior do que se pensava anteriormente, porque a superioridade do oponente era muito maior do que os oficiais alemães da época suspeitavam. A análise dos arquivos soviéticos finalmente nos dá uma imagem clara a esse respeito". O pensador e professor de estratégia Colin S. Gray acreditava que a Wehrmacht possuía excelentes capacidades táticas e operacionais. No entanto, após várias campanhas bem-sucedidas, a política alemã começou a ter uma obsessão por vitórias, pedindo à Wehrmacht que fizesse o impossível. O uso continuado da Blitzkrieg também levou os soviéticos a aprender a tática e usá-la contra a Wehrmacht.

### Revisionismo histórico
Logo após o término da guerra, ex-oficiais da Wehrmacht, grupos de veteranos e vários autores de extrema direita começaram a afirmar que a Wehrmacht era uma organização apolítica que era amplamente inocente dos crimes de guerra e crimes contra a humanidade cometidos pela Alemanha Nazista. Tentando se beneficiar do mito da Wehrmacht inocente, os veteranos da Waffen-SS declararam que a organização havia sido virtualmente um ramo da Wehrmacht e, portanto, haviam combatido com "honra". Sua organização de veteranos, HIAG, tentou cultivar um mito de que seus soldados serem "soldados como qualquer outro".

### Militares no pós-guerra

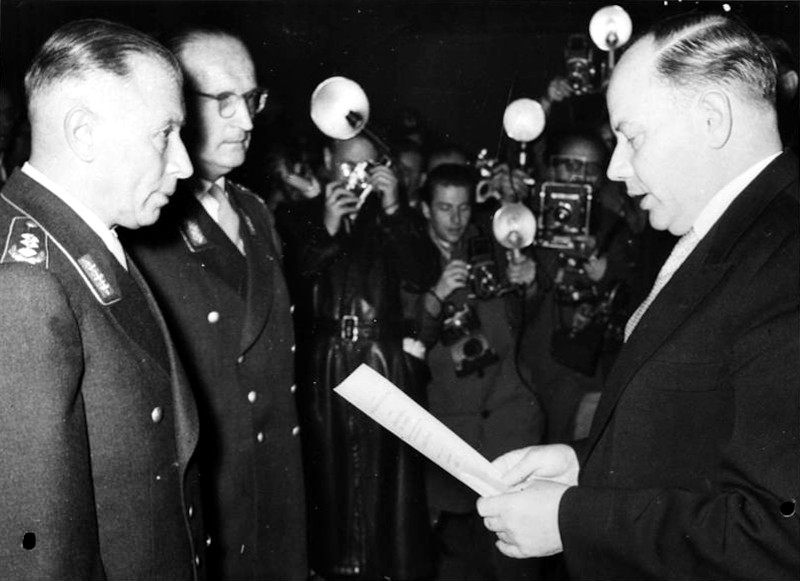
Ex-generais da Wehrmacht Adolf Heusinger e Hans Speidel sendo jurados no recém-fundado Bundeswehr em 12 de novembro de 1955

Após a divisão da Alemanha, muitos ex-oficiais da Wehrmacht e da Schutzstaffel (SS) na Alemanha Ocidental temiam uma invasão soviética no país. Para combater isso, vários oficiais proeminentes criaram um exército secreto, desconhecido do público em geral e sem mandato da Autoridade de Controle Aliado ou do governo da Alemanha Ocidental.
Em meados da década de 1950, as tensões da Guerra Fria levaram à criação de forças militares separadas na República Federal da Alemanha e na República Democrática Alemã. As forças armadas da Alemanha Ocidental, criadas oficialmente em 5 de maio de 1955, adotaram o nome Bundeswehr (literalmente "Defesa Federal"). em contrapartida a Alemanha Oriental, criaram em 1 de março de 1956, recebeu o nome Exército Nacional Popular (alemão: Nationale Volksarmee). Ambas as organizações empregaram muitos ex-membros da Wehrmacht, particularmente em seus anos de formação, embora nenhuma organização se considerasse sucessora da Wehrmacht.
Os veteranos da Wehrmacht na Alemanha Ocidental receberam pensões por meio da Lei de Assistência às Vítimas de Guerra (alemão: Bundesversorgungsgesetz) do governo. Segundo o The Times of Israel, "os benefícios advêm da Lei Federal de Pensões, que foi aprovada em 1950 para apoiar as vítimas de guerra, sejam civis ou veteranos da Wehrmacht ou Waffen-SS".

### Citações
1. ↑  Armbrüster 2005, p. 64.
2. ↑  Müller 2016, p. 1.
3. ↑  Allied Control Authority 1946a, p. 81.
4. ↑  Allied Control Authority 1946b, p. 63.
5. ↑  Overmans 2004, p. 215.
6. ↑  Harrison 2000, p. 10.
7. ↑  Tooze 2006, p. 181.
8. ↑  Evans 2008, p. 333.
9. ↑  Department of State 2016.
10. ↑  Taylor 1995, pp. 90–119.
11. ↑  Kitchen 1994, pp. 39–65.
12. ↑  Van Creveld 1982, p. 3.
13. ↑  Müller 2016, pp. 58–59.
14. ↑  Hartmann 2013, pp. 85–108.
15. 1 2  
Overmans 2004, p. 215; Müller 2016, p. 16; Wette 2006, p. 77.
16. ↑  Fritz 2011, p. 470.
17. ↑  Wette 2006, pp. 195–250.
18. ↑  USHMM n.d.
19. 1 2  Kershaw 1997, p. 150.
20. ↑  Huber 2000.
21. ↑  Strohn 2010, p. 10.
22. ↑  Wheeler-Bennett 1967, p. 60.
23. 1 2  Craig 1980, pp. 424–432.
24. 1 2 3  Murray & Millett 2001, p. 22.
25. ↑  Wheeler-Bennett 1967, p. 22.
26. ↑  Murray & Millett 2001, p. 33.
27. ↑  Murray & Millett 2001, p. 37.
28. ↑  Wheeler-Bennett 1967, p. 131.
29. ↑  Zeidler 2006, pp. 106–111.
30. ↑  Cooper 1981, pp. 382–383.
31. ↑  Müller 2016, p. 10.
32. ↑  Förster 1998, p. 268.
33. ↑  Wheeler-Bennett 1967, p. 312.
34. ↑  Kershaw 1998, p. 525.
35. ↑  Broszat et al. 1999, p. 18.
36. ↑  Müller 2016, p. 7.
37. 1 2  Fischer 1995, p. 408.
38. ↑  Stone 2006, p. 316.
39. ↑  Tooze 2006, p. 208.
40. ↑  Müller 2016, pp. 12-13.
41. ↑  Müller 2016, p. 13.
42. ↑  U.S. War Department 1945, pp. I-57.
43. ↑  Müller 2016, p. 12.
44. ↑  Müller 2016, pp. 13-14.
45. ↑  Miller 2013, p. 292–293.
46. ↑  Kjoerstad 2010, p. 6.
47. 1 2 3 4  U.S. War Department 1945, p. I-3.
48. ↑  Förster 1988, p. 266.
49. ↑  Beyda 2014, pp. 448.
50. ↑  Müller 2014, pp. 222.
51. ↑  Müller 2016, p. 36.
52. ↑  Greenwald 1981, p. 125.
53. ↑  Sigmund 2004, p. 184.
54. 1 2  United States Holocaust Memorial Museum n.d.
55. ↑  Kompisch 2008, p. 219.
56. 1 2  documentArchiv.de 2004, §3.
57. ↑  Broszat 1985, p. 295.
58. ↑  Stein 2002, p. 18.
59. ↑  Megargee 2000, pp. 41–42.
60. ↑  Hayward 1999, pp. 104–105.
61. 1 2  Hayward 1999, pp. 105–106.
62. ↑  Müller 2016, pp. 18-20.
63. ↑  Hayward 1999, p. 105.
64. 1 2  Hayward 1999, p. 106.
65. ↑  Palmer 2010, pp. 96–97.
66. ↑  Mosier 2006, pp. 11–24.
67. ↑  Frieser 2005, pp. 4–5.
68. ↑  Atkinson 2002, p. 536.
69. ↑  Jukes 2002, p. 31.
70. ↑  Zeiler & DuBois 2012, pp. 171–172.
71. ↑  Zhukov 1974, pp. 110–111.
72. ↑  Corrigan 2011, p. 353.
73. ↑  Bell 2011, pp. 95, 108.
74. ↑  Trueman 2015a.
75. ↑  History.com Editors 2010.
76. ↑  Tooze 2006, pp. 125–130.
77. ↑  Outze 1962, p. 359.
78. ↑  Merglen 1970, p. 26.
79. ↑  Darling 2008, p. 181.
80. ↑  Girbig 1975, p. 112.
81. ↑  documentArchiv.de 2004, §2.
82. ↑  Maiolo 1998, pp. 35–36.
83. ↑  Maiolo 1998, pp. 57–59.
84. ↑  Müller 2016, p. 17.
85. ↑  Maiolo 1998, p. 60.
86. ↑  Syrett 2010, pp. xi–xii.
87. ↑  Bidlingmaier 1971, pp. 76–77.
88. ↑  Whitley 1984, p. 30.
89. ↑  Garzke & Dulin 1985, p. 246.
90. ↑  Hinsley 1994, pp. 54–57.
91. ↑  Richards 1974, pp. 223–225, 233, 236–237.
92. ↑  Garzke & Dulin 1985, pp. 248.
93. ↑  Trueman 2015b.
94. 1 2  Müller 2016, pp. 71–72.
95. ↑  Müller 2016, p. 72.
96. ↑  Hughes & Costello 1977.
97. ↑  Hickman 2015.
98. ↑  Niestle 2014, Introduction.
99. ↑  Christensen, Poulsen & Smith 2015, pp. 433, 438.
100. ↑  Stein 2002, p. 20.
101. ↑  Stein 2002, pp. 20–21.
102. 1 2  Stein 2002, p. 22.
103. 1 2  Christensen, Poulsen & Smith 2015, p. 438.
104. 1 2 3  Christensen, Poulsen & Smith 2015, p. 437.
105. ↑  Fritz 2011, pp. 366–368.
106. ↑  Duiker 2015, p. 138.
107. ↑  Overmans 2004, p. 335.
108. ↑  Biess 2006, p. 19.
109. ↑  Herf 2006, p. 252.
110. 1 2  Müller 2016, p. 30.
111. 1 2  Krivosheev 2010, p. 219.
112. ↑  Mikhalev 2000, p. 23.
113. 1 2  Evans 1989, pp. 58–60.
114. ↑  Böhler 2006, pp. 183–184, 189, 241.
115. ↑  Stein 2002, pp. 29–30.
116. ↑  Bartov 1999, pp. 146–47.
117. 1 2  Hilberg 1985, p. 301.
118. ↑  Datner 1964, pp. 20–35.
119. ↑  Datner 1967, pp. 67–74.
120. ↑  Förster 1989, p. 501.
121. ↑  Fritz 2011, pp. 92–134.
122. ↑  Megargee 2007, p. 121.
123. ↑  Smith 2011, p. 542.
124. ↑  Christensen, Poulsen & Smith 2015, pp. 435–436.
125. ↑  Neitzel & Welzer 2012, pp. 136–143.
126. ↑  Marston & Malkasian 2008, pp. 83–90.
127. ↑  Pavlowitch 2007, p. 61.
128. ↑  Markovich 2014, s. 139, note 17.
129. ↑  Gmyz 2007.
130. ↑  Joosten 1947, p. 456.
131. ↑  Lenten 2000, pp. 33–34.
132. ↑  Herbermann, Baer & Baer 2000, pp. 33–34.
133. ↑  Le Faucheur 2018.
134. ↑  Franzolin, João Arthur Ciciliato (6 de agosto de 2021). «Imagens e textos de propaganda sobre a União Soviética na revista Die Wehrmacht (Berlim, 1939-1944)». Topoi (Rio de Janeiro): 507. ISSN 1518-3319. doi:10.1590/2237-101X02204710. Consultado em 19 de dezembro de 2023
135. ↑  Davies 2006, p. 271.
136. ↑  Lillian Goldman Law Library 2008.
137. ↑  Wildt, Jureit & Otte 2004, p. 30.
138. ↑  Wildt, Jureit & Otte 2004, p. 34.
139. ↑  Bartov 1999, pp. 131–132.
140. ↑  Bartov 2003, p. xiii.
141. ↑  Bartov 1999, p. 146.
142. ↑  Shepherd 2003, pp. 49–81.
143. ↑  Hebert 2010, pp. 216–219.
144. 1 2  Balfour 2005, p. 32.
145. ↑  Jones 2008, pp. 73–74.
146. ↑  Bell 2011, pp. 104–05, 107.
147. ↑  Kershaw 2001, p. 693.
148. ↑  Allert 2009, p. 82.
149. ↑  Schoeps 2008, p. 502.
150. ↑  Bartrop 2016, p. 247.
151. ↑  Wette 2014, p. 74.
152. ↑  Yad Vashem n.d.
153. ↑  Szpilman 2002, p. 222.
154. ↑  Timm 2015.
155. ↑  Fischer 1985, pp. 322, 324.
156. ↑  Barr 2009, p. 323.
157. ↑  Allied Control Authority 1946a.
158. ↑  Large 1996, p. 25.
159. ↑  Allied Control Authority 1946b.
160. ↑  Hastings 1985.
161. ↑  
Van Creveld 1982, p. 3; Hastings 1985; Gray 2007, pp. 148.
162. ↑  
O'Donnell 1978, p. 61; Hastings 1985; Gray 2007, pp. 148.
163. ↑  Van Creveld 1982, p. 163.
164. ↑  Bönisch & Wiegrefe 2008, p. 51.
165. ↑  Gray 2002, pp. 21–22.
166. ↑  Wette 2006, p. 236-238.
167. ↑  Wienand 2015, p. 39.
168. ↑  Wiegrefe 2014.
169. ↑  Peck 2017.
170. ↑  Knight 2017.
171. ↑  Bickford 2011, p. 127.
172. ↑  Christmann & Tschentscher 2018, §79.
173. ↑  Scholz 2018.
174. ↑  AFP 2019.
175. ↑  Binkowski & Wiegrefe 2011.
176. ↑  Axelrod 2019.

#### Impresso
- Allert, Tilman (2009). The Hitler Salute: On the Meaning of a Gesture. Traduzido por Chase, Jefferson. [S.l.]: Picador. ISBN 9780312428303
- Allied Control Authority (1946a). «Enactments and Approved Papers of the Control Council and Coordinating Committee» (PDF). I
- Allied Control Authority (1946b). «Enactments and Approved Papers of the Control Council and Coordinating Committee» (PDF). IV
- Armbrüster, Thomas (2005). Management and Organization in Germany. [S.l.]: Ashgate Publishing. ISBN 978-0-7546-3880-3
- Atkinson, Rick (2002). An Army at Dawn: The War in North Africa, 1942–1943. [S.l.]: Abacus. ISBN 978-0-349-11636-5
- Balfour, Michael (2005). Withstanding Hitler. New York: Routledge. ISBN 978-0-415-00617-0
- Barr, W. (2009). «Wettertrupp Haudegen: The last German Arctic weather station of World War II: Part 2». Polar Record. 23 (144): 323–334. doi:10.1017/S0032247400007142
- Bartov, Omer (1986). The Eastern Front, 1941–45: German Troops and the Barbarisation of Warfare. New York: St. Martin's Press. ISBN 978-0-312-22486-8
- Bartov, Omer (1991). Hitler's Army: Soldiers, Nazis, and War in the Third Reich. New York: Oxford University Press. ISBN 978-0-19-506879-5
- Bartov, Omer (1999). «Soldiers, Nazis and War in the Third Reich». In:  Leitz, Christian. The Third Reich: The Essential Readings. London: Blackwell. pp. 129–150. ISBN 978-0-631-20700-9
- Bartov, Omer (2003). Germany's War and the Holocaust: Disputed Histories. Ithaca: Cornell University Press. ISBN 978-0-631-20700-9. (pede registo (ajuda))
- Bartrop, Paul R. (2016). Resisting the Holocaust: Upstanders, Partisans, and Survivors. [S.l.]: ABC-CLIO. ISBN 9781610698788
- Bell, P.M.H. (2011). Twelve Turning Points of the Second World War. New Haven and London: Yale University Press. ISBN 978-0300187700
- Beyda, Oleg (2014). «'Iron Cross of the Wrangel's Army': Russian Emigrants as Interpreters in the Wehrmacht». The Journal of Slavic Military Studies. 27 (3): 430–448. doi:10.1080/13518046.2014.932630
- Bickford, Andrew (2011). Fallen Elites: The Military Other in Post–Unification Germany. Stanford: Stanford University Press. ISBN 978-0804773966
- Biess, Frank (2006). Homecomings: returning POWs and the legacies of defeat in postwar Germany. [S.l.]: Princeton University Press. ISBN 978-0-691-12502-2
- Bidlingmaier, Gerhard (1971). «KM Admiral Graf Spee». Warship Profile 4. Windsor, England: Profile Publications. pp. 73–96. OCLC 20229321
- Böhler, Jochen (2006). Auftakt zum Vernichtungskrieg. Die Wehrmacht in Polen 1939 (em alemão). Frankfurt: Fischer Taschenbuch Verlag. ISBN 978-3-596-16307-6
- Bönisch, Georg; Wiegrefe, Klaus (2008). «Schandfleck der Geschichte». Der Spiegel (em alemão) (15): 50–52. Consultado em 15 de janeiro de 2019
- Bos, Pascale (2006). «Feminists Interpreting the Politics of Wartime Rape: Berlin, 1945; Yugoslavia, 1992–1993». Journal of Women in Culture and Society. 31: 996–1025
- Broszat, Martin (1985). The Hitler State: The Foundation and Development of the Internal Structure of the Third Reich. London: Longman. ISBN 978-0-582-48997-4
- Broszat, Martin; Buchheim, Hans; Jacobsen, Hans-Adolf; Krausnick, Helmut (1999). Anatomie des SS-Staates Vol.1 (em alemão). München: Deutscher Taschenbuch Verlag
- Christensen, Claus Bundgård; Poulsen, Niels Bo; Smith, Peter Scharff (2015). Waffen-SS : Europas nazistiske soldater [Waffen-SS: Europe's Nazi soldiers] (em dinamarquês) 1 ed. Lithuania: Gyldendal A/S. ISBN 978-87-02-09648-4
- Cooper, Matthew (1981). The German Air Force, 1933–1945: An Anatomy of Failure. [S.l.]: Jane's Publications. ISBN 978-0-53103-733-1
- Corrigan, Gordon (2011). The Second World War: a Military History. London: Atlantic. ISBN 978-0-857-89135-8
- Craig, Gordon (1980). Germany, 1866–1945. Oxford and New York: Oxford University Press. ISBN 978-0-19-502724-2. (pede registo (ajuda))
- Darling, Kev (2008). Aircraft of the 8th Army Air Force 1942–1945. Col: USAAF Illustrated. [S.l.]: Big Bird Aviation. ISBN 978-0-9559840-0-6
- Datner, Szymon (1964). Crimes against Prisoners-of-War: Responsibility of the Wehrmacht. Warszawa: Zachodnia Agencja Prasowa. OCLC 5975828
- Datner, Szymon (1964). 55 Dni Wehrmachtu w Polsce [55 days of the Wehrmacht in Poland] (em polaco). Warszawa: Wydawn, Ministerstwa Obrony Narodowej. OCLC 5975828
- Davies, Norman (2006). Europe at War 1939–1945: No Simple Victory. London: Pan Books. ISBN 978-0-330-35212-3
- Davies, W. (1973). German Army Handbook. Shepperton, Surrey: Ian Allan Ltd. ISBN 978-0-7110-0290-6
- Duiker, William J. (2015). «The Crisis Deepens: The Outbreak of World War II». Contemporary World History. Shepperton, Surrey: Cengage Learning. ISBN 978-1-285-44790-2
- Evans, Anthony A. (2005). World War II: An Illustrated Miscellany. [S.l.]: Worth Press. ISBN 978-1-84567-681-0
- Evans, Richard J. (1989). In Hitler's Shadow West German Historians and the Attempt to Escape the Nazi Past. New York: Pantheon. ISBN 978-0-394-57686-2
- Evans, Richard J. (2008). The Third Reich at War. New York, NY: Penguin. ISBN 978-0-14-311671-4. (pede registo (ajuda))
- Fest, Joachim (1996). Plotting Hitler's Death—The Story of the German Resistance. New York: Henry Holt and Company. ISBN 978-0-8050-4213-9
- Fischer, Alexander (1985). Teheran – Jalta – Potsdam: Die sowjetischen Protokolle von den Kriegskonferenzen derGrossen Drei (em alemão). [S.l.]: Verlag Wissenschaft und Politik. ISBN 978-3-8046-8654-0
- Fischer, Klaus (1995). Nazi Germany: A New History (em alemão). New York, NY: Continuum. ISBN 978-0-82640-797-9
- Frieser, Karl-Heinz (2005). Blitzkrieg-legende: der westfeldzug 1940 [The Blitzkrieg Legend: The 1940 Campaign in the West]. Traduzido por Greenwood, J. T. Annapolis: Naval Institute Press. ISBN 978-1-59114-294-2
- Förster, Jürgen (1989). «The Wehrmacht and the War of Extermination Against the Soviet Union». In:  Marrus, Michael. The Nazi Holocaust Part 3 The "Final Solution": The Implementation of Mass Murder vol.2. Westpoint: Meckler Press. pp. 494–520. ISBN 978-0-88736-255-2
- Förster, Jürgen (1998). «Complicity or Entanglement? The Wehrmacht, the War and the Holocaust». In:  Berenbaum, Michael; Peck, Abraham. The Holocaust and History The Known, the Unknown, the Disputed and the Reexamined. Bloomington: Indian University Press. pp. 266–283. ISBN 978-0-253-33374-2. (pede subscrição (ajuda))
- Förster, Jürgen (2004). «The German Military's Image of Russia». In:  Erickson, Ljubica; Erickson, Mark. Russia War, Peace and Diplomacy. London: Weidenfeld & Nicolson. pp. 117–129. ISBN 978-0-297-84913-1
- Fritz, Stephen (2011). Ostkrieg: Hitler's War of Extermination in the East. Lexington: The University Press of Kentucky. ISBN 978-0-8131-3416-1
- Garzke, William H.; Dulin, Robert O. (1985). Battleships: Axis and Neutral Battleships in World War II. Annapolis, Maryland: Naval Institute Press. ISBN 978-0-87021-101-0
- Girbig, Werner (1975). Six Months to Oblivion: The Eclipse of the Luftwaffe Fighter Force Over the Western Front, 1944/45. [S.l.]: Schiffer Publishing Ltd. ISBN 978-0-88740-348-4
- Goda, Norman (2005). «Black Marks: Hitler's Bribery of his Senior Officers During World War II». In:  Kreike, Emmanuel; Jordan, William Chester. Corrupt Histories. Toronto: Hushion House. pp. 413–452. ISBN 978-1-58046-173-3
- Gray, Colin (2002). Defining and Achieving Decisive Victory (PDF). [S.l.]: Strategic Studies Institute. ISBN 978-1-58487-089-0
- Gray, Colin (2007). War, Peace & International Relations – An Introduction to Strategic History. [S.l.]: Routledge. ISBN 978-0415594875
- Greenwald, Maurine Weiner (1981). «Mobilizing Women for War: German and American Propaganda, 1939-1945 by Leila J. Rupp». The President and Fellows of Harvard College. The Business History Review. 55 (1): 124–126. JSTOR 3114466. doi:10.2307/3114466
- Grossmann, Atina (2009). Jews, Germans, and Allies Close Encounters in Occupied Germany. Princeton, NJ: Princeton University Press. ISBN 978-1-40083-274-3
- Harrison, Mark (2000). The Economics of World War II: Six Great Powers in International Comparison (Studies in Macroeconomic History). [S.l.]: Cambridge University Press. ISBN 978-0521785037. Consultado em 9 de janeiro de 2019
- Hartmann, Christian (2013). Operations Barbarossa: Nazi Germany's War in the East, 1941–1945. Oxford: Oxford University Press. ISBN 978-0-19-966078-0
- Hastings, Max (5 de maio de 1985). «Their Wehrmacht was better than our Army». Washington Post
- Hayward, Joel (1999). «A case study in early joint warfare: An analysis of the Wehrmacht's Crimean campaign of 1942». Journal of Strategic Studies. 22 (4): 103–130. doi:10.1080/01402399908437771
- Hebert, Valerie (2010). Hitler's Generals on Trial: The Last War Crimes Tribunal at Nuremberg. Lawrence, Kansas: University Press of Kansas. ISBN 978-0-7006-1698-5
- Herbermann, Nanda; Baer, Hester; Baer, Elizabeth Roberts (2000). The Blessed Abyss: Inmate #6582 in Ravensbruck Concentration Camp for Women (Google Books). Detroit: Wayne State University Press. ISBN 978-0-8143-2920-7. Consultado em 12 de janeiro de 2011
- Herf, Jeffrey (2006). The Jewish enemy: Nazi propaganda during World War II and the Holocaust. [S.l.]: Harvard University Press. ISBN 978-0-674-02175-4
- Hilberg, Raul (1985). The Destruction of the European Jews. New York: Holmes & Meier. ISBN 978-0-8419-0832-1
- Hinsley, F. H. (1994) [1993]. British Intelligence in the Second World War. Its influence on Strategy and Operations. Col: History of the Second World War. abridged 2nd rev. ed. London: HMSO. ISBN 978-0-11-630961-7
- Huber, Ernst Rudolf (2000). Dokumente zur deutschen Verfassungsgeschichte. Band 2. Deutsche Verfassungsdokumente 1851 - 1918 (em alemão). [S.l.]: Kohlhammer Verlag. ASIN B0000BQQHL
- Hughes, Terry; Costello, John (1977). Battle of the Atlantic. [S.l.]: HarperCollins Distribution Services. ISBN 978-0002160483
- Jones, Nigel (2008). Countdown to Valkyrie: The July Plot to Assassinate Hitler. Philadelphia, PA.: Casemate. ISBN 9781848325081
- Joosten, Paul A., ed. (1947). Trial of the Major War Criminals before the International Military Tribunal (PDF). 7. Nuremberg, Germany: International military tribunal – Nuremberg. OCLC 300473195
- Jukes, Geoffrey (2002). The Second World War: The Eastern Front 1941–1945. Oxford: Osprey. ISBN 978-1-84176-391-0
- Kershaw, Ian (1997). Stalinism and Nazism: dictatorships in comparison. [S.l.]: Cambridge University Press. ISBN 978-0-521-56521-9
- Kershaw, Ian (2001). Hitler: 1936–1945, Nemesis. New York: W. W. Norton & Company. ISBN 978-0-39332-252-1
- Kershaw, Ian (2008). Hitler: A Biography. New York: W. W. Norton & Company. ISBN 978-0-393-06757-6
- Killen, John (2003). The Luftwaffe: A History. South Yorkshire: Pen & Sword Military. ISBN 978-1-78159-110-9
- Kitchen, Martin (1994). Nazi Germany at War. London & New York: Routledge. ISBN 978-0-582-07387-6. (pede registo (ajuda))
- Kjoerstad, Ola (2010). German officer education in the interwar years (PhD diss.) (PDF). [S.l.]: University of Glasgow
- Kompisch, Kathrin (2008). Täterinnen. Frauen im Nationalsozialismus (em alemão). [S.l.]: Böhlau Köln. ISBN 978-3-412-20188-3
- Krivosheev, Grigori F. (2010). Russia & USSR at War in the 20th century (em russo). Moscow: Veche. ISBN 9785953338776
- Lampe, John R. (2000) [1996]. Yugoslavia as History: Twice There Was a Country 2nd ed. Cambridge, England: Cambridge University Press. ISBN 978-0-521-77401-7
- Large, David Clay (1996). Germans to the Front: West German Rearmament in the Adenauer Era. Chapel Hill and London: The University of North Carolina Press. ISBN 978-0-80784-539-4
- Lenten, Ronit (2000). Israel and the Daughters of the Shoah: Reoccupying the Territories of Silence. [S.l.]: Berghahn Books. ISBN 978-1-57181-775-4
- Maiolo, Joseph (1998). The Royal Navy and Nazi Germany, 1933–39 A Study in Appeasement and the Origins of the Second World War. London: Macmillan Press. ISBN 0-312-21456-1
- Markovich, Slobodan G. (2014). «Memories of Victimhood in Serbia and Croatia from the 1980s to the Disintegration of Yugoslavia». In:  El-Affendi, Abdelwahab. Genocidal Nightmares: Narratives of Insecurity and the Logic of Mass Atrocities. New York City: Bloomsbury. pp. 117–141. ISBN 978-1-62892-073-4
- Marston, Daniel; Malkasian, Carter, eds. (2008). Counterinsurgency in Modern Warfare. [S.l.]: Osprey Publishing. ISBN 978-1-84603-281-3 [ligação inativa]
- Megargee, Geoffrey P. (1997). «Triumph of the Null: Structure and Conflict in the Command of German Land Forces, 1939-1945». War in History. 4 (1): 60–80. doi:10.1177/096834459700400104
- Megargee, Geoffrey P. (2000). Inside Hitler's High Command. Lawrence, Kansas: Kansas University Press. ISBN 978-0-7006-1015-0
- Megargee, Geoffrey P. (2007). War of Annihilation: Combat and Genocide on the Eastern Front, 1941. [S.l.]: Rowman & Littelefield. ISBN 978-0-7425-4482-6
- Merglen, Albert (1970). Geschichte und Zukunft der Luftlandetruppen (em alemão). [S.l.]: Rombach. ASIN B0000BSMDD
- Mikhalev, Sergey Nikolaevich (2000). Liudskie poteri v Velikoi Otechestvennoi voine 1941–1945 gg: Statisticheskoe issledovanie [Human Losses in the Great Patriotic War 1941–1945 A Statistical Investigation] (em russo). [S.l.]: Krasnoyarsk State Pedagogical University. ISBN 978-5-85981-082-6
- Miller, Charles A. (2013). Destructivity: A Political Economy of Military Effectiveness in Conventional Combat. (PhD diss., Doctoral dissertation) (PDF). [S.l.]: Duke University
- Mosier, John (2006). Cross of Iron: The Rise and Fall of the German War Machine, 1918–1945. New York: Henry Holt and Company. ISBN 978-0-80507-577-9
- Müller, Klaus-Jürgen (1987). The Army, Politics and Society in Germany 1933–1945: Studies in the Army's Relation to Nazism. Manchester: Manchester University Press. ISBN 978-0-7190-1071-2
- Müller, Rolf-Dieter (2014). The Unknown Eastern Front: The Wehrmacht and Hitler's Foreign Soldiers. New York: I.B.Tauris. ISBN 978-1780768908
- Müller, Rolf-Dieter (2016). Hitler's Wehrmacht, 1935–1945. Lexington: University Press of Kentucky. ISBN 978-0-81316-738-1
- Murray, Williamson; Millett, Allan Reed (2001). A War to Be Won: Fighting the Second World War. Cambridge, Massachusetts: Harvard University Press. ISBN 978-0-674-00680-5
- Neitzel, Sönke; Welzer, Harald (2012). Soldaten: On Fighting, Killing, and Dying – The Secret WWII Transcripts of German POWs. New York: Alfred A. Knopf. ISBN 978-0-30795-812-9
- Niestle, Axel (2014). German U-Boat Losses During World War II: Details of Destruction. London: Frontline Books. ISBN 978-1848322103
- O'Donnell, H. K. (junho de 1978).  Smith, Robert W., ed. «A GENIUS FOR WAR: Review». Marine Corps Gazette. 62 (6): 60–61. ISSN 0025-3170
- Outze, Børge (1962). Danmark under anden verdenskrig (em dinamarquês). Copenhagen: Hasselbalch. ISBN 978-87-567-1889-9
- Overmans, Rüdiger (2004). Deutsche militärische Verluste im Zweiten Weltkrieg (em alemão). München: Oldenbourg. ISBN 978-3-486-20028-7
- Palmer, Michael A. (2010). The German Wars: A Concise History, 1859–1945. Minneapolis, MN: Zenith Press. ISBN 978-0-76033-780-6
- Pavlowitch, Stevan K. (2007). Hitler's New Disorder: The Second World War in Yugoslavia. New York City: Columbia University Press. ISBN 978-1-85065-895-5
- Richards, Denis (1974) [1953]. «VI The Struggle at Sea: The First Battle of the Convoy Routes, the Anti-Shipping Offensive and the Escape of the 'Scharnhorst' and 'Gneisenau'». Royal Air Force 1939–1945: The Fight at Odds. Col: History of the Second World War, Military Series. I pbk. ed. London: HMSO. pp. 94–116. ISBN 978-0-11-771592-9. Consultado em 15 de outubro de 2016
- Schoeps, Karl-Heinz (2008). «Holocaust and Resistance in Vilnius: Rescuers in "Wehrmacht" Uniforms». German Studies Review. 31 (3): 489–512. JSTOR 27668589
- Schulte, Theo (1989). The German Army and Nazi Policies in Occupied Russia. Oxford: Berg. ISBN 978-0-85496-160-3
- Shepherd, Ben H. (2003). «The Continuum of Brutality: Wehrmacht Security Divisions in Central Russia, 1942». German History. 21 (1): 49–81. doi:10.1191/0266355403gh274oa
- Shepherd, Ben H. (2004). War in the Wild East: the German Army and Soviet Partisans. Cambridge, Massachusetts: Harvard University Press. ISBN 978-0-674-01296-7
- Sigmund, Anna-Maria (2004). Les femmes du IIIe Reich (em francês). [S.l.]: Jean-Claude Lattès. ISBN 978-2709625418
- Smelser, Ronald; Davies, Edward (2008). The Myth of the Eastern Front: the Nazi-Soviet War in American Popular Culture. New York: Cambridge University Press. ISBN 978-0-521-83365-3
- Smith, Helmut Walser (2011). The Oxford Handbook of Modern German History. New York: Oxford University Press. ISBN 978-0-19-923739-5
- Stackelberg, Roderick (2007). The Routledge Companion to Nazi Germany. New York: Routledge. ISBN 978-0-41530-861-8
- Stein, George (2002) [1966]. The Waffen-SS: Hitler's Elite Guard at War 1939–1945. [S.l.]: Cerberus Publishing. ISBN 978-1841451008
- Stone, David J. (2006). Fighting for the Fatherland: The Story of the German Soldier from 1648 to the Present Day. Herndon, VA: Potomac Books. ISBN 978-1-59797-069-3. (pede registo (ajuda))
- Strohn, Matthias (novembro de 2010). The German Army and the Defence of the Reich. [S.l.]: Cambridge University Press. ISBN 9780521191999. Consultado em 15 de maio de 2015
- Syrett, David (2010). The Defeat of the German U-Boats: The Battle of the Atlantic. Col: Studies in Maritime History. [S.l.]: University of South Carolina Press. ISBN 978-1570039522
- Szpilman, Władysław (2002). The Pianist: The Extraordinary True Story of One Man's Survival in Warsaw, 1939–1945 2nd ed. [S.l.]: Picador. ISBN 978-0-312-31135-3
- Taylor, Telford (1995). Sword and Swastika: Generals and Nazis in the Third Reich. New York: Barnes & Noble. ISBN 978-1-56619-746-5
- Tooze, Adam (2006). The Wages of Destruction: The Making and Breaking of the Nazi Economy. New York: Penguin. ISBN 978-0-67003-826-8
- U.S. War Department (1945). «Chapter I: The German Military System». Handbook on German Military Forces, 15 March 1945, Technical Manual TM-E 30-451. [S.l.: s.n.]  – via Hyperwar Foundation
- Van Creveld, Martin (1982). Fighting power: German and US Army performance, 1939–1945. Westport, Connecticut: Greenwood Press. ISBN 978-0-31309-157-5
- von Bischofhausen, Otto (1950) [1941]. «The Hostage Case» (PDF). Report to Commanding Officer in Serbia, 20 October 1941 Concerning Severe Reprisal Measures. Trials of War Criminals Before the Nuremberg Military Tribunals. Nuremberg, Allied-occupied Germany: Nuremberg Military Tribunals. OCLC 312464743
- Wette, Wolfram (2006). The Wehrmacht: History, Myth, Reality. Cambridge, Massachusetts: Harvard University Press. ISBN 978-0-674-02213-3
- Wette, Wolfram (2014). «Ein Judenratter aus der Wehrmacht. Feldwebel Anton Schmid (1900–1942)» (PDF). In:  Müller, Julia. Menschen mit Zivilcourage. Mut, Widerstand und verantwortliches Handeln in Geschichte und Gegenwart (em alemão). Lucerne: Lucerna (cantão). pp. 74–82
- Wheeler-Bennett, John (1967). The Nemesis of Power: The German Army in Politics 1918–1945. London: Macmillan. ISBN 978-1-4039-1812-3
- Whitley, M.J. (julho de 1984). «Warship 31: Graf Zeppelin, Part 1». London: Conway Maritime Press Ltd
- Wienand, Christiane (2015). Returning Memories: Former Prisoners of War in Divided and Reunited Germany. Rochester, N.Y: Camden House. ISBN 978-1571139047. Consultado em 22 de setembro de 2018
- Williamson, David G. (2002). The Third Reich 3rd ed. London: Longman Publishers. ISBN 978-0-58236-883-5. (pede registo (ajuda))
- Zeidler, Manfred (2006). «The Strange Allies – Red Army and Reichswehr in the Inter-War Period». In:  Schlögel, Karl. Russian-German Special Relations in the Twentieth Century: A Closed Chapter?. New York: Berg. pp. 106–111. ISBN 978-1-84520-177-7. (pede subscrição (ajuda))
- Zeiler, Thomas W.; DuBois, Daniel M. (2012). A Companion to World War II. [S.l.]: John Wiley & Sons. ISBN 978-1-118-32504-9
- Zhukov, Georgy (1974). Marshal of Victory, Volume II. [S.l.]: Pen and Sword Books Ltd. ISBN 9781781592915

#### Online
- AFP (28 de fevereiro de 2019). «Germany struggles to stop Nazi war payment suspicions». The Local
- Axelrod, Toby (27 de março de 2019). «German Jewish leader urges cancellation of pension payments to former SS members». timesofisrael.com. The Times of Israel. Consultado em 12 de junho de 2019
- Binkowski, Rafael; Wiegrefe, Klaus (21 de outubro de 2011). «How Waffen SS Veterans Exploited Postwar Politics». Der Spiegel
- Christmann, Rainer M.; Tschentscher, A. (5 de fevereiro de 2018). «BVerfGE 36, 1 - Grundlagenvertrag». servat.unibe.ch. Das Fallrecht. Consultado em 17 de janeiro de 2019
- Department of State (15 de agosto de 2016). «RG 84: Switzerland». National Archives. Consultado em 16 de maio de 2019
- documentArchiv.de, ed. (3 de fevereiro de 2004) [1935]. «Wehrgesetz Vom 21. Mai 1935» [Military Law of 21 May 1935]. Berlin: Reich Ministry of Interior. Reichsgesetzblatt (em alemão). I: 609–614. Consultado em 6 de abril de 2019
- Gmyz, Cezary (22 de novembro de 2007). «Seksualne niewolnice III Rzeszy» [Sex Slaves of the Third Reich] (em polaco). Wprost. Consultado em 11 de março de 2019
- Hickman, Kennedy (2015). «Battle of the Atlantic in World War II». Thoughtco. Dotdash publishing. Consultado em 20 de maio de 2015
- History.com Editors (4 de março de 2010). «Germans invade Poland». History. A&E Television Networks. Consultado em 21 de maio de 2015
- Knight, Ben (16 de maio de 2017). «The German military and its troubled traditions». Deutsche Welle
- Le Faucheur, Christelle (23 de julho de 2018). «Were US POWs Starved to Death in German Camps?». The National WWII Museum. Consultado em 11 de fevereiro de 2019
- Lillian Goldman Law Library (2008). «Judgement : The Accused Organizations». Avalon. Lillian Goldman Law Library. Consultado em 17 de janeiro de 2019
- Peck, Michael (4 de fevereiro de 2017). «Exposed: The Secret Ex-Nazi Army That Guarded West Germany». Center for the National Interest. The National Interest. Consultado em 11 de janeiro de 2019
- Reichsgesetzblatt (1935). «Die Verfassungen in Deutschland I, no. 52» (em alemão)
- Scholz, Kay-Alexander (28 de março de 2018). «German army instills new traditions to move away from troubled history». Deutsche Welle. DW News. Consultado em 16 de janeiro de 2019
- Timm, Sylvia (4 de maio de 2015). «Verdienstorden der Bundesrepublik für Historiker Wolfram Wette» [Order of Merit of the Federal Republic of Germany for Historian Wolfram Wette] (em alemão). Badische Zeitung. Consultado em 22 de dezembro de 2016
- Trueman, Chris N. (14 de maio de 2015). «Blitzkrieg». historylearningsite.co.uk. HistoryLearningSite. Consultado em 20 de maio de 2015
- Trueman, Chris N. (18 de maio de 2015). «The Battle of Barents Sea». historylearningsite.co.uk. HistoryLearningSite. Consultado em 13 de maio de 2015
- USHMM (n.d.). «The German Military and the Holocaust». United States Holocaust Memorial Museum—Holocaust Encyclopedia. Consultado em 13 de janeiro de 2019
- United States Holocaust Memorial Museum (n.d.). «Women in the Third Reich». Consultado em 8 de setembro de 2019
- Wiegrefe, Klaus (14 de maio de 2014). «Nazi Veterans Created Illegal Army». Der Spiegel. Spiegel Online. Consultado em 11 de janeiro de 2019
- Wildt, Michael; Jureit, Ulrike; Otte, Birgit (2004). «Crimes of the German Wehrmacht» (PDF). Hamburg Institute for Social Research. Consultado em 28 de novembro de 2008
- Yad Vashem (n.d.). «The Righteous Among The Nations». Yad Vashem. The World Holocaust Remembrance Center. Consultado em 16 de janeiro de 2019